# Steenvliegen
Steenvliegen of oevervliegen (Plecoptera) zijn een kleine orde van gevleugelde insecten. Steenvliegen zijn te herkennen aan hun slanke, langwerpige lichaamsvorm en de doorzichtige vleugels die in rust plat op de rug worden gehouden. De nimfen leven in stromend water, terwijl de volwassen dieren zich ophouden op het land. De volwassen dieren leven meestal slechts enkele weken en komen vaak gesynchroniseerd binnen een kort tijdsbestek tevoorschijn, waardoor ze in grote aantallen kunnen worden aangetroffen.
De nimfen van steenvliegen zijn bijna jaarrond aanwezig en daardoor makkelijker te vinden dan de volwassen insecten. Hierdoor worden met name de nimfen van de steenvliegen verzameld en bestudeerd. De nimf lijkt wat op die van een waterjuffer of eendagsvlieg, maar onderscheidt zich door de twee lange, draadvormige achterlijfsuitsteeksels (cerci). De nimfen van steenvliegen zijn in de regel zeer gevoelig voor watervervuiling waardoor ze bekend staan als indicator voor waterkwaliteit.
In tegenstelling tot veel andere insecten hebben steenvliegen een voorkeur voor koelere tot uitgesproken koude streken. De nimfen leven vaak van plankton of algen op bladeren of dood hout, roofsteenvliegen leven van kleine ongewervelde dieren. Volwassen steenvliegen hebben meestal geen functionele monddelen maar er zijn soorten die wel voedsel opnemen. Dergelijke soorten leven altijd van plantaardige kost. Steenvliegen komen al voor sinds het vroege Perm, en worden beschouwd als een relatief primitieve insectengroep.
Steenvliegen zijn in vergelijking met andere insecten een relatief kleine orde die ongeveer 3920 soorten telt. De verschillende soorten komen voor op bijna alle continenten, de meeste in Azië. In Europa zijn ongeveer 500 soorten geregistreerd. Van de ongeveer tien soorten die in Nederland nog voorkomen is het grootste deel zeldzaam tot zeer zeldzaam. Zeventien soorten zijn in Nederland uitgestorven. Steenvliegen worden daarmee beschouwd als een van de sterkst bedreigde diergroepen in Nederland.

## Naam en indeling
De wetenschappelijke naam van de groep werd voor het eerst voorgesteld door Hermann Burmeister in 1839. Over de etymologie van de naam Plecoptera bestaan verschillende theorieën. Zo zou de naam vrij vertaald 'gevlochten vleugels' betekenen, naar de Oudgriekse woorden πλέκειν (plekein), dat vlechten betekent en πτέρυξ (pteryx), dat vleugel betekent. Andere bronnen vermelden echter dat Plecoptera vertaald moet worden als 'gevouwen vleugels' omdat het eerste deel van de naam zou zijn afgeleid van het Griekse pleco, dat gevouwen betekent.
De Nederlandstalige naam steenvliegen slaat op het feit dat de nimfen van veel soorten onder stenen in turbulente, snel stromende wateren leven zodat ze niet met de stroming worden weggevoerd. De adulten (de zogeheten imago's) worden vaak op in het water of langs het water liggende stenen gezien om de eieren af te zetten. Ook in veel andere talen wordt een dergelijke naam gebruikt, zoals het Engelse 'stone flies' en het Duitse 'steinfliegen'. De naam Plecoptera wordt ook gebruikt voor een geslacht van vlinders uit de familie spinneruilen, zie het artikel Plecoptera.

### Indeling

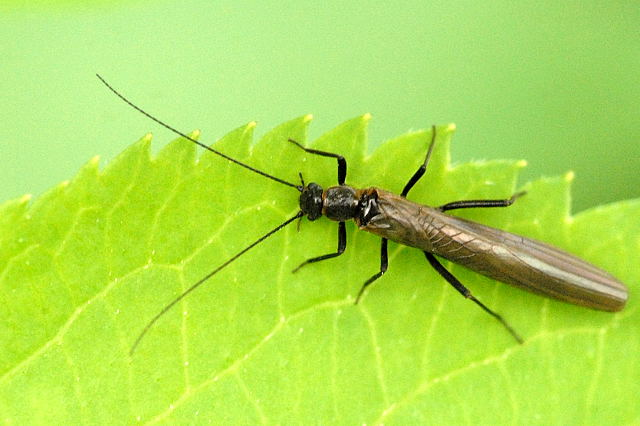
Exemplaar van de soort Leuctra inermis, Commanster, België.

Steenvliegen werden voor het eerst uitgebreid onderzocht door de Duitser Hermann Burmeister (1807-1892) in zijn werk Handbuch der Entomologie uit 1839. Later werden ze gedetailleerd beschreven door de Zwitser François-Jules Pictet de la Rive (1809-1872) in het boek Histoire naturelle générale et particulière des insectes Névroptères uit 1841. Sindsdien worden de steenvliegen als een aparte groep van insecten beschouwd.
De steenvliegen werden voor het eerst in groepen ingedeeld door Peter Walter Claassen (1886-1937). Dit werk werd postuum gepubliceerd in 1940 en bevatte iets minder dan 1000 soorten met hun synoniemen, het verspreidingsgebied en referenties naar de literatuur. Joachim Illies (1925-1982) publiceerde in 1966 een meer uitgebreid werk in zijn publicatie Katalog der rezenten Plecoptera waarin een verbeterde classificatie was opgenomen en ongeveer 1600 soorten werden vermeld. Tevens waren vele ondergeslachten opnieuw ingedeeld en werden typesoorten benoemd, evenals soorten waarvan de status onduidelijk was. Illies vermeldde tevens de biogeografische gegevens zoals een uitgebreide lijst van verspreidingsgebieden per soort. Veel soorten die toentertijd al als geldig werden gezien ontbraken echter waardoor Peter Zwick in 1973 met een update kwam waarin ongeveer 1800 soorten staan vermeld.
Latere werken richtten zich voornamelijk op de vraag aan welke insectengroepen de steenvliegen verwant zijn en hun positie binnen de Hexapoda, zoals N. P. Kristensen in 1975 en David Grimaldi en Michael S. Engel in 2005.
Decennialang waren er weinig nieuwe publicaties tot Romolo Fochetti, José Manuel Tierno de Figueroa en Joel Hallan voor het eerst een digitaal systeem ontwikkelden. In 2008 werd Edward DeWalt verantwoordelijk voor de database en converteerde die naar de Species File Software, op internet beschikbare software die geschikt is om een taxonomische database te genereren. De informatie is beschikbaar op de Plecoptera Species File. Deze database wordt ook gebuikt om bijvoorbeeld de indeling van de wandelende takken (Phasmatodea) gemakkelijk doorzoekbaar te maken (Phasmatodea Species File). Tegenwoordig wordt de database bijgehouden door bioinformatici van de Universiteit van Illinois te Urbana-Champaign (afdeling Illinois Natural History Survey).
De steenvliegen worden verdeeld in twee onderorden, de Antarctoperlaria (vroeger: Filipalpia) en de Arctoperlaria (vroeger: Setipalpia). De Antarctoperlaria bezitten enkele kenmerken die bij de Arctoperlaria niet voorkomen, zoals een karakteristieke spier aan de trochanter en de aanwezigheid van bepaalde zintuigcellen. Antarctoperlaria zijn een vrij kleine onderorde, ze worden vertegenwoordigd door 325 soorten en komen alleen voor op het zuidelijk halfrond. Ze worden verdeeld in twee superfamilies die in totaal zes families tellen.
Vertegenwoordigers van de veel grotere groep Arctoperlaria komen voornamelijk voor op het noordelijk halfrond, zij worden verdeeld in twee infraordes, elf families en ongeveer 3590 soorten.
In totaal zijn circa 3920 soorten beschreven die verdeeld worden in zeventien families. Dit is exclusief de uitgestorven steenvliegen en soorten die nog geen binominale naam hebben. In noordelijk Azië komen verhoudingsgewijs de meeste soorten voor, ongeveer 1180. In Afrika komen ongeveer 80 soorten voor, dit continent heeft het laagste aantal. Ieder jaar worden er ongeveer 45 nieuwe soorten beschreven. Vermoed wordt dat er tussen 2019 en 2100 ongeveer 2130 nieuwe soorten zullen worden erkend.
De grootste familie vormen de borstelsteenvliegen (Perlidae) met 1225 soorten, de familie Kathroperlidae is met vier vertegenwoordigers de kleinste. In veel indelingen wordt deze groep tot de familie groene steenvliegen (Chloroperlidae) gerekend. Sommige geslachten zijn zeer soortenrijk, zoals Anacroneuria dat maar liefst 356 vertegenwoordigers telt. Dit is exclusief 237 soorten die als nomen dubia worden beschouwd en 21 'tijdelijke' soorten. Aan deze soorten is nog geen wetenschappelijke (binominale) naam toegekend, zij hebben namen als CO1 tot en met 10 en GU1 tot en met 5.

### Lijst van families
Onderstaand zijn alle families van steenvliegen weergegeven, met de auteur, het aantal soorten, het verspreidingsgebied, een voorbeeldsoort en indien beschikbaar een afbeelding hiervan.
| Uitklapbare tabel van alle families van de steenvliegen (Plecoptera) | Uitklapbare tabel van alle families van de steenvliegen (Plecoptera) | Uitklapbare tabel van alle families van de steenvliegen (Plecoptera) | Uitklapbare tabel van alle families van de steenvliegen (Plecoptera) | Uitklapbare tabel van alle families van de steenvliegen (Plecoptera) |
| Naam                                                                 | Auteur                                                               | Soorten                                                              | Voorbeeldsoort                                                       | Afbeelding voorbeeldsoort                                            |
| -------------------------------------------------------------------- | -------------------------------------------------------------------- | -------------------------------------------------------------------- | -------------------------------------------------------------------- | -------------------------------------------------------------------- |
| Austroperlidae                                                       | Tillyard, 1921                                                       | 15                                                                   | Austroperla cyrene                                                   |                                                                      |
| Capniidae                                                            | Banks, 1900                                                          | 302                                                                  | Allocapnia granulata                                                 |                                                                      |
| Groene steenvliegen (Chloroperlidae)                                 | Enderlein, 1909                                                      | 217                                                                  | Siphonoperla torrentium                                              |                                                                      |
| Diamphipnoidae                                                       | Ricker, 1950                                                         | 9                                                                    | Diamphipnoa annulata                                                 | Plaats uw zelfgemaakte foto hier                                     |
| Eustheniidae                                                         | Tillyard, 1921                                                       | 19                                                                   | Stenoperla prasina                                                   |                                                                      |
| Gripopterygidae                                                      | Enderlein, 1909                                                      | 275                                                                  | Andiperla willinki                                                   |                                                                      |
| Kathroperlidae                                                       | Banks, 1947                                                          | 4                                                                    | Kathroperla takhoma                                                  | Plaats uw zelfgemaakte foto hier                                     |
| Naaldsteenvliegen (Leuctridae)                                       | Klapálek, 1905                                                       | 400                                                                  | Leuctra nigra                                                        |                                                                      |
| Beeksteenvliegen (Nemouridae)                                        | Newman, 1853                                                         | 747                                                                  | Nemoura cinerea                                                      |                                                                      |
| Notonemouridae                                                       | Ricker, 1950                                                         | 120                                                                  | Notonemoura alisteri                                                 | Plaats uw zelfgemaakte foto hier                                     |
| Peltoperlidae                                                        | Claassen, 1931                                                       | 78                                                                   | Soliperla sierra                                                     |                                                                      |
| Borstelsteenvliegen (Perlidae)                                       | Latreille, 1802                                                      | 1225                                                                 | Perla marginata                                                      |                                                                      |
| Perlodidae                                                           | Klapálek, 1912                                                       | 366                                                                  | Perlodes microcephalus                                               |                                                                      |
| Pteronarcyidae                                                       | Newman, 1853                                                         | 6                                                                    | Pteronarcys dorsata                                                  |                                                                      |
| Scopuridae                                                           | Uéno, 1935                                                           | 8                                                                    | Scopura longa                                                        | Plaats uw zelfgemaakte foto hier                                     |
| Styloperlidae                                                        | Illies, 1966                                                         | 12                                                                   | Styloperla jiangxiensis                                              | Plaats uw zelfgemaakte foto hier                                     |
| Vroege steenvliegen (Taeniopterygidae)                               | Klapálek, 1905                                                       | 106                                                                  | Februarirood (Taeniopteryx nebulosa)                                 |                                                                      |

### Indeling tot op geslachtsniveau
Onderstaand is de volledige indeling van de moderne steenvliegen opgenomen in een uitklapbare tabel waarbij de onderordes, infraordes, superfamilies, families, onderfamilies en geslachten zijn vermeld. Merk op dat dit een grote tabel is van meer dan 350 regels. De gegevens zijn afkomstig van de Plecoptera Species File. Het betreft alleen de moderne soorten en groepen, een aantal soorten en groepen zijn voor de overzichtelijkheid weggelaten.
- Uitgestorven groepen en soorten zijn niet opgenomen.
- Tribussen zijn weggelaten, de verschillende geslachten die tot een tribus behoren zijn wel opgenomen.
- Soortengroepen (ondergeslachten) zijn niet opgenomen. De betreffende soorten zijn wel opgeteld bij het bovenliggende geslacht.
- Soorten die nog niet aan een geslacht zijn toegewezen zijn niet opgenomen.
- Soorten met een tijdelijke naam, dus zonder geldige wetenschappelijke naam, zijn niet opgenomen.
- Soorten met een twijfelachtige wetenschappelijke status (nomen dubia) zijn niet opgenomen.
- De totalen staan in de kolomkoppen tussen haakjes weergegeven.

| Uitklapbare tabel: de indeling van de steenvliegen (Plecoptera) | Uitklapbare tabel: de indeling van de steenvliegen (Plecoptera) | Uitklapbare tabel: de indeling van de steenvliegen (Plecoptera) | Uitklapbare tabel: de indeling van de steenvliegen (Plecoptera) | Uitklapbare tabel: de indeling van de steenvliegen (Plecoptera) | Uitklapbare tabel: de indeling van de steenvliegen (Plecoptera) | Uitklapbare tabel: de indeling van de steenvliegen (Plecoptera) |
| Onderorde (2)                                                   | Infraorde (2)                                                   | Superfamilie (5)                                                | Familie (17)                                                    | Onderfamilie (21)                                               | Geslacht (308)                                                  | Soorten (3916)                                                  |
| --------------------------------------------------------------- | --------------------------------------------------------------- | --------------------------------------------------------------- | --------------------------------------------------------------- | --------------------------------------------------------------- | --------------------------------------------------------------- | --------------------------------------------------------------- |
| Antarctoperlaria                                                |                                                                 |                                                                 |                                                                 |                                                                 |                                                                 | 325                                                             |
|                                                                 |                                                                 | Eusthenioidea                                                   |                                                                 |                                                                 |                                                                 | 28                                                              |
|                                                                 |                                                                 |                                                                 | Diamphipnoidae                                                  |                                                                 |                                                                 | 9                                                               |
|                                                                 |                                                                 |                                                                 |                                                                 |                                                                 | Diamphipnoa                                                     | 6                                                               |
|                                                                 |                                                                 |                                                                 |                                                                 |                                                                 | Diamphipnopsis                                                  | 3                                                               |
|                                                                 |                                                                 |                                                                 | Eustheniidae                                                    |                                                                 |                                                                 | 19                                                              |
|                                                                 |                                                                 |                                                                 |                                                                 | Eustheniinae                                                    |                                                                 | 12                                                              |
|                                                                 |                                                                 |                                                                 |                                                                 |                                                                 | Eusthenia                                                       | 7                                                               |
|                                                                 |                                                                 |                                                                 |                                                                 |                                                                 | Neuroperlopsis                                                  | 1                                                               |
|                                                                 |                                                                 |                                                                 |                                                                 |                                                                 | Thaumatoperla                                                   | 4                                                               |
|                                                                 |                                                                 |                                                                 |                                                                 | Stenoperlinae                                                   |                                                                 | 7                                                               |
|                                                                 |                                                                 |                                                                 |                                                                 |                                                                 | Cosmioperla                                                     | 2                                                               |
|                                                                 |                                                                 |                                                                 |                                                                 |                                                                 | Neuroperla                                                      | 1                                                               |
|                                                                 |                                                                 |                                                                 |                                                                 |                                                                 | Stenoperla                                                      | 4                                                               |
|                                                                 |                                                                 | Gripopterygoidea                                                |                                                                 |                                                                 |                                                                 | 297                                                             |
|                                                                 |                                                                 |                                                                 | Austroperlidae                                                  |                                                                 |                                                                 | 15                                                              |
|                                                                 |                                                                 |                                                                 |                                                                 |                                                                 | Acruroperla                                                     | 1                                                               |
|                                                                 |                                                                 |                                                                 |                                                                 |                                                                 | Andesobius                                                      | 1                                                               |
|                                                                 |                                                                 |                                                                 |                                                                 |                                                                 | Austroheptura                                                   | 3                                                               |
|                                                                 |                                                                 |                                                                 |                                                                 |                                                                 | Austropentura                                                   | 2                                                               |
|                                                                 |                                                                 |                                                                 |                                                                 |                                                                 | Austroperla                                                     | 1                                                               |
|                                                                 |                                                                 |                                                                 |                                                                 |                                                                 | Crypturoperla                                                   | 1                                                               |
|                                                                 |                                                                 |                                                                 |                                                                 |                                                                 | Klapopteryx                                                     | 2                                                               |
|                                                                 |                                                                 |                                                                 |                                                                 |                                                                 | Penturoperla                                                    | 1                                                               |
|                                                                 |                                                                 |                                                                 |                                                                 |                                                                 | Pseudoheptura                                                   | 1                                                               |
|                                                                 |                                                                 |                                                                 |                                                                 |                                                                 | Tasmanoperla                                                    | 2                                                               |
|                                                                 |                                                                 |                                                                 | Gripopterygidae                                                 |                                                                 |                                                                 | 275                                                             |
|                                                                 |                                                                 |                                                                 |                                                                 | Antarctoperlinae                                                |                                                                 | 21                                                              |
|                                                                 |                                                                 |                                                                 |                                                                 |                                                                 | Antarctoperla                                                   | 2                                                               |
|                                                                 |                                                                 |                                                                 |                                                                 |                                                                 | Araucanioperla                                                  | 2                                                               |
|                                                                 |                                                                 |                                                                 |                                                                 |                                                                 | Ceratoperla                                                     | 2                                                               |
|                                                                 |                                                                 |                                                                 |                                                                 |                                                                 | Chilenoperla                                                    | 5                                                               |
|                                                                 |                                                                 |                                                                 |                                                                 |                                                                 | Ericiataperla                                                   | 1                                                               |
|                                                                 |                                                                 |                                                                 |                                                                 |                                                                 | Megandiperla                                                    | 1                                                               |
|                                                                 |                                                                 |                                                                 |                                                                 |                                                                 | Pehuenioperla                                                   | 2                                                               |
|                                                                 |                                                                 |                                                                 |                                                                 |                                                                 | Pelurgoperla                                                    | 1                                                               |
|                                                                 |                                                                 |                                                                 |                                                                 |                                                                 | Plegoperla                                                      | 2                                                               |
|                                                                 |                                                                 |                                                                 |                                                                 |                                                                 | Zelandobius                                                     | 3                                                               |
|                                                                 |                                                                 |                                                                 |                                                                 | Dinotoperlinae                                                  |                                                                 | 73                                                              |
|                                                                 |                                                                 |                                                                 |                                                                 |                                                                 | Alfonsoperla                                                    | 1                                                               |
|                                                                 |                                                                 |                                                                 |                                                                 |                                                                 | Dinotoperla                                                     | 36                                                              |
|                                                                 |                                                                 |                                                                 |                                                                 |                                                                 | Dundundra                                                       | 1                                                               |
|                                                                 |                                                                 |                                                                 |                                                                 |                                                                 | Eunotoperla                                                     | 1                                                               |
|                                                                 |                                                                 |                                                                 |                                                                 |                                                                 | Illiesoperla                                                    | 11                                                              |
|                                                                 |                                                                 |                                                                 |                                                                 |                                                                 | Neboissoperla                                                   | 3                                                               |
|                                                                 |                                                                 |                                                                 |                                                                 |                                                                 | Nescioperla                                                     | 1                                                               |
|                                                                 |                                                                 |                                                                 |                                                                 |                                                                 | Odontoperla                                                     | 2                                                               |
|                                                                 |                                                                 |                                                                 |                                                                 |                                                                 | Oedemaperla                                                     | 2                                                               |
|                                                                 |                                                                 |                                                                 |                                                                 |                                                                 | Trinotoperla                                                    | 15                                                              |
|                                                                 |                                                                 |                                                                 |                                                                 | Gripopteryginae                                                 |                                                                 | 82                                                              |
|                                                                 |                                                                 |                                                                 |                                                                 |                                                                 | Andiperla                                                       | 2                                                               |
|                                                                 |                                                                 |                                                                 |                                                                 |                                                                 | Andiperlodes                                                    | 2                                                               |
|                                                                 |                                                                 |                                                                 |                                                                 |                                                                 | Aubertoperla                                                    | 2                                                               |
|                                                                 |                                                                 |                                                                 |                                                                 |                                                                 | Claudioperla                                                    | 4                                                               |
|                                                                 |                                                                 |                                                                 |                                                                 |                                                                 | Falklandoperla                                                  | 1                                                               |
|                                                                 |                                                                 |                                                                 |                                                                 |                                                                 | Gripopteryx                                                     | 18                                                              |
|                                                                 |                                                                 |                                                                 |                                                                 |                                                                 | Guaranyperla                                                    | 3                                                               |
|                                                                 |                                                                 |                                                                 |                                                                 |                                                                 | Limnoperla                                                      | 1                                                               |
|                                                                 |                                                                 |                                                                 |                                                                 |                                                                 | Neopentura                                                      | 1                                                               |
|                                                                 |                                                                 |                                                                 |                                                                 |                                                                 | Paragripopteryx                                                 | 14                                                              |
|                                                                 |                                                                 |                                                                 |                                                                 |                                                                 | Potamoperla                                                     | 1                                                               |
|                                                                 |                                                                 |                                                                 |                                                                 |                                                                 | Rhithroperla                                                    | 2                                                               |
|                                                                 |                                                                 |                                                                 |                                                                 |                                                                 | Teutoperla                                                      | 4                                                               |
|                                                                 |                                                                 |                                                                 |                                                                 |                                                                 | Tupiperla                                                       | 25                                                              |
|                                                                 |                                                                 |                                                                 |                                                                 |                                                                 | Uncicauda                                                       | 2                                                               |
|                                                                 |                                                                 |                                                                 |                                                                 | Leptoperlinae                                                   |                                                                 | 55                                                              |
|                                                                 |                                                                 |                                                                 |                                                                 |                                                                 | Cardioperla                                                     | 8                                                               |
|                                                                 |                                                                 |                                                                 |                                                                 |                                                                 | Kirrama                                                         | 2                                                               |
|                                                                 |                                                                 |                                                                 |                                                                 |                                                                 | Leptoperla                                                      | 29                                                              |
|                                                                 |                                                                 |                                                                 |                                                                 |                                                                 | Newmanoperla                                                    | 5                                                               |
|                                                                 |                                                                 |                                                                 |                                                                 |                                                                 | Notoperla                                                       | 6                                                               |
|                                                                 |                                                                 |                                                                 |                                                                 |                                                                 | Riekoperla                                                      | 4                                                               |
|                                                                 |                                                                 |                                                                 |                                                                 |                                                                 | Senzilloides                                                    | 1                                                               |
|                                                                 |                                                                 |                                                                 |                                                                 | Zelandoperlinae                                                 |                                                                 | 37                                                              |
|                                                                 |                                                                 |                                                                 |                                                                 |                                                                 | Acroperla                                                       | 4                                                               |
|                                                                 |                                                                 |                                                                 |                                                                 |                                                                 | Apteryoperla                                                    | 6                                                               |
|                                                                 |                                                                 |                                                                 |                                                                 |                                                                 | Aucklandobius                                                   | 5                                                               |
|                                                                 |                                                                 |                                                                 |                                                                 |                                                                 | Holcoperla                                                      | 3                                                               |
|                                                                 |                                                                 |                                                                 |                                                                 |                                                                 | Nesoperla                                                       | 3                                                               |
|                                                                 |                                                                 |                                                                 |                                                                 |                                                                 | Rakiuraperla                                                    | 1                                                               |
|                                                                 |                                                                 |                                                                 |                                                                 |                                                                 | Taraperla                                                       | 4                                                               |
|                                                                 |                                                                 |                                                                 |                                                                 |                                                                 | Megaleptoperla                                                  | 2                                                               |
|                                                                 |                                                                 |                                                                 |                                                                 |                                                                 | Rungaperla                                                      | 2                                                               |
|                                                                 |                                                                 |                                                                 |                                                                 |                                                                 | Zelandoperla                                                    | 6                                                               |
|                                                                 |                                                                 |                                                                 |                                                                 |                                                                 | Notoperlopsis                                                   | 1                                                               |
|                                                                 |                                                                 |                                                                 |                                                                 | (Geen onderfamilie)                                             |                                                                 | 14                                                              |
|                                                                 |                                                                 |                                                                 |                                                                 |                                                                 | Nydyse                                                          | 7                                                               |
|                                                                 |                                                                 |                                                                 |                                                                 |                                                                 | Vesicaperla                                                     | 7                                                               |
| Arctoperlaria                                                   |                                                                 |                                                                 |                                                                 |                                                                 |                                                                 | 3591                                                            |
|                                                                 | Infraorde Euholognatha                                          |                                                                 |                                                                 |                                                                 |                                                                 | 1683                                                            |
|                                                                 |                                                                 | Nemouroidea                                                     |                                                                 |                                                                 |                                                                 | 1675                                                            |
|                                                                 |                                                                 |                                                                 | Capniidae                                                       |                                                                 |                                                                 | 302                                                             |
|                                                                 |                                                                 |                                                                 |                                                                 |                                                                 | Allocapnia                                                      | 47                                                              |
|                                                                 |                                                                 |                                                                 |                                                                 |                                                                 | Apteroperla                                                     | 5                                                               |
|                                                                 |                                                                 |                                                                 |                                                                 |                                                                 | Arsapnia                                                        | 7                                                               |
|                                                                 |                                                                 |                                                                 |                                                                 |                                                                 | Baikaloperla                                                    | 2                                                               |
|                                                                 |                                                                 |                                                                 |                                                                 |                                                                 | Bolshecapnia                                                    | 4                                                               |
|                                                                 |                                                                 |                                                                 |                                                                 |                                                                 | Capnia                                                          | 109                                                             |
|                                                                 |                                                                 |                                                                 |                                                                 |                                                                 | Capniella                                                       | 4                                                               |
|                                                                 |                                                                 |                                                                 |                                                                 |                                                                 | Capnioneura                                                     | 15                                                              |
|                                                                 |                                                                 |                                                                 |                                                                 |                                                                 | Capnopsis                                                       | 3                                                               |
|                                                                 |                                                                 |                                                                 |                                                                 |                                                                 | Capnura                                                         | 7                                                               |
|                                                                 |                                                                 |                                                                 |                                                                 |                                                                 | Eocapnia                                                        | 3                                                               |
|                                                                 |                                                                 |                                                                 |                                                                 |                                                                 | Eucapnopsis                                                     | 4                                                               |
|                                                                 |                                                                 |                                                                 |                                                                 |                                                                 | Eurekapnia                                                      | 1                                                               |
|                                                                 |                                                                 |                                                                 |                                                                 |                                                                 | Isocapnia                                                       | 21                                                              |
|                                                                 |                                                                 |                                                                 |                                                                 |                                                                 | Mesocapnia                                                      | 19                                                              |
|                                                                 |                                                                 |                                                                 |                                                                 |                                                                 | Nemocapnia                                                      | 2                                                               |
|                                                                 |                                                                 |                                                                 |                                                                 |                                                                 | Paracapnia                                                      | 11                                                              |
|                                                                 |                                                                 |                                                                 |                                                                 |                                                                 | Sasquacapnia                                                    | 2                                                               |
|                                                                 |                                                                 |                                                                 |                                                                 |                                                                 | Sierracapnia                                                    | 2                                                               |
|                                                                 |                                                                 |                                                                 |                                                                 |                                                                 | Sinocapnia                                                      | 7                                                               |
|                                                                 |                                                                 |                                                                 |                                                                 |                                                                 | Takagripopteryx                                                 | 4                                                               |
|                                                                 |                                                                 |                                                                 |                                                                 |                                                                 | Utacapnia                                                       | 11                                                              |
|                                                                 |                                                                 |                                                                 |                                                                 |                                                                 | Zwicknia                                                        | 12                                                              |
|                                                                 |                                                                 |                                                                 | Leuctridae                                                      |                                                                 |                                                                 | 400                                                             |
|                                                                 |                                                                 |                                                                 |                                                                 | Leuctrinae                                                      |                                                                 | 394                                                             |
|                                                                 |                                                                 |                                                                 |                                                                 |                                                                 | Calileuctra                                                     | 2                                                               |
|                                                                 |                                                                 |                                                                 |                                                                 |                                                                 | Despaxia                                                        | 2                                                               |
|                                                                 |                                                                 |                                                                 |                                                                 |                                                                 | Leuctra                                                         | 212                                                             |
|                                                                 |                                                                 |                                                                 |                                                                 |                                                                 | Moselia                                                         | 2                                                               |
|                                                                 |                                                                 |                                                                 |                                                                 |                                                                 | Pachyleuctra                                                    | 3                                                               |
|                                                                 |                                                                 |                                                                 |                                                                 |                                                                 | Paraleuctra                                                     | 27                                                              |
|                                                                 |                                                                 |                                                                 |                                                                 |                                                                 | Perlomyia                                                       | 23                                                              |
|                                                                 |                                                                 |                                                                 |                                                                 |                                                                 | Pomoleuctra                                                     | 2                                                               |
|                                                                 |                                                                 |                                                                 |                                                                 |                                                                 | Rhopalopsole                                                    | 103                                                             |
|                                                                 |                                                                 |                                                                 |                                                                 |                                                                 | Tyrrhenoleuctra                                                 | 5                                                               |
|                                                                 |                                                                 |                                                                 |                                                                 |                                                                 | Zealeuctra                                                      | 13                                                              |
|                                                                 |                                                                 |                                                                 |                                                                 | Megaleuctrinae                                                  |                                                                 | 6                                                               |
|                                                                 |                                                                 |                                                                 |                                                                 |                                                                 | Megaleuctra                                                     | 6                                                               |
|                                                                 |                                                                 |                                                                 | Nemouridae                                                      |                                                                 |                                                                 | 747                                                             |
|                                                                 |                                                                 |                                                                 |                                                                 | Amphinemurinae                                                  |                                                                 | 478                                                             |
|                                                                 |                                                                 |                                                                 |                                                                 |                                                                 | Amphinemura                                                     | 215                                                             |
|                                                                 |                                                                 |                                                                 |                                                                 |                                                                 | Indonemoura                                                     | 59                                                              |
|                                                                 |                                                                 |                                                                 |                                                                 |                                                                 | Malenka                                                         | 13                                                              |
|                                                                 |                                                                 |                                                                 |                                                                 |                                                                 | Mesonemoura                                                     | 32                                                              |
|                                                                 |                                                                 |                                                                 |                                                                 |                                                                 | Protonemura                                                     | 137                                                             |
|                                                                 |                                                                 |                                                                 |                                                                 |                                                                 | Sphaeronemoura                                                  | 21                                                              |
|                                                                 |                                                                 |                                                                 |                                                                 |                                                                 | Tominemoura                                                     | 1                                                               |
|                                                                 |                                                                 |                                                                 |                                                                 | Nemourinae                                                      |                                                                 | 269                                                             |
|                                                                 |                                                                 |                                                                 |                                                                 |                                                                 | Illiesonemoura                                                  | 17                                                              |
|                                                                 |                                                                 |                                                                 |                                                                 |                                                                 | Nemoura                                                         | 200                                                             |
|                                                                 |                                                                 |                                                                 |                                                                 |                                                                 | Sinonemura                                                      | 1                                                               |
|                                                                 |                                                                 |                                                                 |                                                                 |                                                                 | Zapada                                                          | 11                                                              |
|                                                                 |                                                                 |                                                                 |                                                                 |                                                                 | Lednia                                                          | 5                                                               |
|                                                                 |                                                                 |                                                                 |                                                                 |                                                                 | Nanonemoura                                                     | 1                                                               |
|                                                                 |                                                                 |                                                                 |                                                                 |                                                                 | Nemurella                                                       | 1                                                               |
|                                                                 |                                                                 |                                                                 |                                                                 |                                                                 | Ostrocerca                                                      | 6                                                               |
|                                                                 |                                                                 |                                                                 |                                                                 |                                                                 | Paranemoura                                                     | 2                                                               |
|                                                                 |                                                                 |                                                                 |                                                                 |                                                                 | Podmosta                                                        | 5                                                               |
|                                                                 |                                                                 |                                                                 |                                                                 |                                                                 | Prostoia                                                        | 5                                                               |
|                                                                 |                                                                 |                                                                 |                                                                 |                                                                 | Shipsa                                                          | 1                                                               |
|                                                                 |                                                                 |                                                                 |                                                                 |                                                                 | Soyedina                                                        | 13                                                              |
|                                                                 |                                                                 |                                                                 |                                                                 |                                                                 | Visoka                                                          | 1                                                               |
|                                                                 |                                                                 |                                                                 | Notonemouridae                                                  |                                                                 |                                                                 | 120                                                             |
|                                                                 |                                                                 |                                                                 |                                                                 |                                                                 | Afronemoura                                                     | 3                                                               |
|                                                                 |                                                                 |                                                                 |                                                                 |                                                                 | Aphanicerca                                                     | 8                                                               |
|                                                                 |                                                                 |                                                                 |                                                                 |                                                                 | Aphanicercella                                                  | 11                                                              |
|                                                                 |                                                                 |                                                                 |                                                                 |                                                                 | Aphanicercopsis                                                 | 4                                                               |
|                                                                 |                                                                 |                                                                 |                                                                 |                                                                 | Austrocerca                                                     | 2                                                               |
|                                                                 |                                                                 |                                                                 |                                                                 |                                                                 | Austrocercella                                                  | 15                                                              |
|                                                                 |                                                                 |                                                                 |                                                                 |                                                                 | Austrocercoides                                                 | 5                                                               |
|                                                                 |                                                                 |                                                                 |                                                                 |                                                                 | Austronemoura                                                   | 10                                                              |
|                                                                 |                                                                 |                                                                 |                                                                 |                                                                 | Balinskycercella                                                | 3                                                               |
|                                                                 |                                                                 |                                                                 |                                                                 |                                                                 | Cristaperla                                                     | 3                                                               |
|                                                                 |                                                                 |                                                                 |                                                                 |                                                                 | Desmonemoura                                                    | 2                                                               |
|                                                                 |                                                                 |                                                                 |                                                                 |                                                                 | Halticoperla                                                    | 3                                                               |
|                                                                 |                                                                 |                                                                 |                                                                 |                                                                 | Kimminsoperla                                                   | 7                                                               |
|                                                                 |                                                                 |                                                                 |                                                                 |                                                                 | Madenemura                                                      | 8                                                               |
|                                                                 |                                                                 |                                                                 |                                                                 |                                                                 | Neofulla                                                        | 3                                                               |
|                                                                 |                                                                 |                                                                 |                                                                 |                                                                 | Neonemura                                                       | 4                                                               |
|                                                                 |                                                                 |                                                                 |                                                                 |                                                                 | Notonemoura                                                     | 7                                                               |
|                                                                 |                                                                 |                                                                 |                                                                 |                                                                 | Omanuperla                                                      | 2                                                               |
|                                                                 |                                                                 |                                                                 |                                                                 |                                                                 | Otehiwi                                                         | 1                                                               |
|                                                                 |                                                                 |                                                                 |                                                                 |                                                                 | Spaniocerca                                                     | 7                                                               |
|                                                                 |                                                                 |                                                                 |                                                                 |                                                                 | Spaniocercoides                                                 | 8                                                               |
|                                                                 |                                                                 |                                                                 |                                                                 |                                                                 | Tasmanocerca                                                    | 1                                                               |
|                                                                 |                                                                 |                                                                 |                                                                 |                                                                 | Udamocercia                                                     | 3                                                               |
|                                                                 |                                                                 |                                                                 | Taeniopterygidae                                                |                                                                 |                                                                 | 106                                                             |
|                                                                 |                                                                 |                                                                 |                                                                 | Brachypterainae                                                 |                                                                 | 85                                                              |
|                                                                 |                                                                 |                                                                 |                                                                 |                                                                 | Bolotoperla                                                     | 1                                                               |
|                                                                 |                                                                 |                                                                 |                                                                 |                                                                 | Brachyptera                                                     | 30                                                              |
|                                                                 |                                                                 |                                                                 |                                                                 |                                                                 | Doddsia                                                         | 1                                                               |
|                                                                 |                                                                 |                                                                 |                                                                 |                                                                 | Kohnoperla                                                      | 1                                                               |
|                                                                 |                                                                 |                                                                 |                                                                 |                                                                 | Kyphopteryx                                                     | 5                                                               |
|                                                                 |                                                                 |                                                                 |                                                                 |                                                                 | Mesyatsia                                                       | 6                                                               |
|                                                                 |                                                                 |                                                                 |                                                                 |                                                                 | Obipteryx                                                       | 2                                                               |
|                                                                 |                                                                 |                                                                 |                                                                 |                                                                 | Oemopteryx                                                      | 6                                                               |
|                                                                 |                                                                 |                                                                 |                                                                 |                                                                 | Okamotoperla                                                    | 1                                                               |
|                                                                 |                                                                 |                                                                 |                                                                 |                                                                 | Rhabdiopteryx                                                   | 11                                                              |
|                                                                 |                                                                 |                                                                 |                                                                 |                                                                 | Strophopteryx                                                   | 7                                                               |
|                                                                 |                                                                 |                                                                 |                                                                 |                                                                 | Taenionema                                                      | 14                                                              |
|                                                                 |                                                                 |                                                                 |                                                                 | Taeniopteryginae                                                |                                                                 | 21                                                              |
|                                                                 |                                                                 |                                                                 |                                                                 |                                                                 | Taeniopteryx                                                    | 21                                                              |
|                                                                 |                                                                 | (Geen superfamilie)                                             |                                                                 |                                                                 |                                                                 |                                                                 |
|                                                                 |                                                                 |                                                                 | Scopuridae                                                      |                                                                 |                                                                 | 8                                                               |
|                                                                 |                                                                 |                                                                 |                                                                 |                                                                 | Scopura                                                         | 8                                                               |
|                                                                 | Infraorde Systellognatha                                        |                                                                 |                                                                 |                                                                 |                                                                 | 1908                                                            |
|                                                                 |                                                                 | Perloidea                                                       |                                                                 |                                                                 |                                                                 | 1812                                                            |
|                                                                 |                                                                 |                                                                 | Chloroperlidae                                                  |                                                                 |                                                                 | 217                                                             |
|                                                                 |                                                                 |                                                                 |                                                                 | Chloroperlinae                                                  |                                                                 | 211                                                             |
|                                                                 |                                                                 |                                                                 |                                                                 |                                                                 | Alloperla                                                       | 52                                                              |
|                                                                 |                                                                 |                                                                 |                                                                 |                                                                 | Bisancora                                                       | 2                                                               |
|                                                                 |                                                                 |                                                                 |                                                                 |                                                                 | Gaufinia                                                        | 11                                                              |
|                                                                 |                                                                 |                                                                 |                                                                 |                                                                 | Sasquaperla                                                     | 1                                                               |
|                                                                 |                                                                 |                                                                 |                                                                 |                                                                 | Sweltsa                                                         | 53                                                              |
|                                                                 |                                                                 |                                                                 |                                                                 |                                                                 | Alaskaperla                                                     | 2                                                               |
|                                                                 |                                                                 |                                                                 |                                                                 |                                                                 | Chloroperla                                                     | 10                                                              |
|                                                                 |                                                                 |                                                                 |                                                                 |                                                                 | Haploperla                                                      | 17                                                              |
|                                                                 |                                                                 |                                                                 |                                                                 |                                                                 | Isoptena                                                        | 1                                                               |
|                                                                 |                                                                 |                                                                 |                                                                 |                                                                 | Plesioperla                                                     | 2                                                               |
|                                                                 |                                                                 |                                                                 |                                                                 |                                                                 | Plumiperla                                                      | 2                                                               |
|                                                                 |                                                                 |                                                                 |                                                                 |                                                                 | Pontoperla                                                      | 2                                                               |
|                                                                 |                                                                 |                                                                 |                                                                 |                                                                 | Rasvena                                                         | 1                                                               |
|                                                                 |                                                                 |                                                                 |                                                                 |                                                                 | Siphonoperla                                                    | 17                                                              |
|                                                                 |                                                                 |                                                                 |                                                                 |                                                                 | Triznaka                                                        | 4                                                               |
|                                                                 |                                                                 |                                                                 |                                                                 |                                                                 | Xanthoperla                                                     | 6                                                               |
|                                                                 |                                                                 |                                                                 |                                                                 |                                                                 | Suwallia                                                        | 28                                                              |
|                                                                 |                                                                 |                                                                 |                                                                 | Paraperlinae                                                    |                                                                 | 6                                                               |
|                                                                 |                                                                 |                                                                 |                                                                 |                                                                 | Paraperla                                                       | 2                                                               |
|                                                                 |                                                                 |                                                                 |                                                                 |                                                                 | Utaperla                                                        | 4                                                               |
|                                                                 |                                                                 |                                                                 | Kathroperlidae                                                  |                                                                 |                                                                 | 4                                                               |
|                                                                 |                                                                 |                                                                 |                                                                 |                                                                 | Kathroperla                                                     | 4                                                               |
|                                                                 |                                                                 |                                                                 | Perlidae                                                        |                                                                 |                                                                 | 1225                                                            |
|                                                                 |                                                                 |                                                                 |                                                                 | Acroneuriinae                                                   |                                                                 | 585                                                             |
|                                                                 |                                                                 |                                                                 |                                                                 |                                                                 | Acroneuria                                                      | 35                                                              |
|                                                                 |                                                                 |                                                                 |                                                                 |                                                                 | Attaneuria                                                      | 1                                                               |
|                                                                 |                                                                 |                                                                 |                                                                 |                                                                 | Beloneuria                                                      | 3                                                               |
|                                                                 |                                                                 |                                                                 |                                                                 |                                                                 | Brahmana                                                        | 4                                                               |
|                                                                 |                                                                 |                                                                 |                                                                 |                                                                 | Calineuria                                                      | 7                                                               |
|                                                                 |                                                                 |                                                                 |                                                                 |                                                                 | Doroneuria                                                      | 2                                                               |
|                                                                 |                                                                 |                                                                 |                                                                 |                                                                 | Eccoptura                                                       | 1                                                               |
|                                                                 |                                                                 |                                                                 |                                                                 |                                                                 | Hansonoperla                                                    | 3                                                               |
|                                                                 |                                                                 |                                                                 |                                                                 |                                                                 | Hesperoperla                                                    | 2                                                               |
|                                                                 |                                                                 |                                                                 |                                                                 |                                                                 | Inconeuria                                                      | 3                                                               |
|                                                                 |                                                                 |                                                                 |                                                                 |                                                                 | Kempnyella                                                      | 2                                                               |
|                                                                 |                                                                 |                                                                 |                                                                 |                                                                 | Klapalekia                                                      | 1                                                               |
|                                                                 |                                                                 |                                                                 |                                                                 |                                                                 | Mesoperla                                                       | 1                                                               |
|                                                                 |                                                                 |                                                                 |                                                                 |                                                                 | Nigroperla                                                      | 1                                                               |
|                                                                 |                                                                 |                                                                 |                                                                 |                                                                 | Onychoplax                                                      | 1                                                               |
|                                                                 |                                                                 |                                                                 |                                                                 |                                                                 | Perlinella                                                      | 3                                                               |
|                                                                 |                                                                 |                                                                 |                                                                 |                                                                 | Pictetoperla                                                    | 2                                                               |
|                                                                 |                                                                 |                                                                 |                                                                 |                                                                 | Sinacroneuria                                                   | 15                                                              |
|                                                                 |                                                                 |                                                                 |                                                                 |                                                                 | Xanthoneuria                                                    | 4                                                               |
|                                                                 |                                                                 |                                                                 |                                                                 |                                                                 | Anacroneuria                                                    | 356                                                             |
|                                                                 |                                                                 |                                                                 |                                                                 |                                                                 | Enderleina                                                      | 9                                                               |
|                                                                 |                                                                 |                                                                 |                                                                 |                                                                 | Kempnyia                                                        | 35                                                              |
|                                                                 |                                                                 |                                                                 |                                                                 |                                                                 | Macrogynoplax                                                   | 16                                                              |
|                                                                 |                                                                 |                                                                 |                                                                 |                                                                 | Caroperla                                                       | 5                                                               |
|                                                                 |                                                                 |                                                                 |                                                                 |                                                                 | Flavoperla                                                      | 20                                                              |
|                                                                 |                                                                 |                                                                 |                                                                 |                                                                 | Gibosia                                                         | 3                                                               |
|                                                                 |                                                                 |                                                                 |                                                                 |                                                                 | Hemacroneuria                                                   | 9                                                               |
|                                                                 |                                                                 |                                                                 |                                                                 |                                                                 | Kiotina                                                         | 16                                                              |
|                                                                 |                                                                 |                                                                 |                                                                 |                                                                 | Niponiella                                                      | 1                                                               |
|                                                                 |                                                                 |                                                                 |                                                                 |                                                                 | Perlesta                                                        | 24                                                              |
|                                                                 |                                                                 |                                                                 |                                                                 | Perlinae                                                        |                                                                 | 640                                                             |
|                                                                 |                                                                 |                                                                 |                                                                 |                                                                 | Claassenia                                                      | 14                                                              |
|                                                                 |                                                                 |                                                                 |                                                                 |                                                                 | Chinoperla                                                      | 14                                                              |
|                                                                 |                                                                 |                                                                 |                                                                 |                                                                 | Furcaperla                                                      | 3                                                               |
|                                                                 |                                                                 |                                                                 |                                                                 |                                                                 | Neoperla                                                        | 295                                                             |
|                                                                 |                                                                 |                                                                 |                                                                 |                                                                 | Phanoperla                                                      | 54                                                              |
|                                                                 |                                                                 |                                                                 |                                                                 |                                                                 | Agnetina                                                        | 32                                                              |
|                                                                 |                                                                 |                                                                 |                                                                 |                                                                 | Dinocras                                                        | 2                                                               |
|                                                                 |                                                                 |                                                                 |                                                                 |                                                                 | Eoperla                                                         | 1                                                               |
|                                                                 |                                                                 |                                                                 |                                                                 |                                                                 | Etrocorema                                                      | 4                                                               |
|                                                                 |                                                                 |                                                                 |                                                                 |                                                                 | Helenoperla                                                     | 1                                                               |
|                                                                 |                                                                 |                                                                 |                                                                 |                                                                 | Kamimuria                                                       | 73                                                              |
|                                                                 |                                                                 |                                                                 |                                                                 |                                                                 | Marthamea                                                       | 4                                                               |
|                                                                 |                                                                 |                                                                 |                                                                 |                                                                 | Miniperla                                                       | 1                                                               |
|                                                                 |                                                                 |                                                                 |                                                                 |                                                                 | Neoperlops                                                      | 2                                                               |
|                                                                 |                                                                 |                                                                 |                                                                 |                                                                 | Oyamia                                                          | 4                                                               |
|                                                                 |                                                                 |                                                                 |                                                                 |                                                                 | Paragnetina                                                     | 73                                                              |
|                                                                 |                                                                 |                                                                 |                                                                 |                                                                 | Perla                                                           | 28                                                              |
|                                                                 |                                                                 |                                                                 |                                                                 |                                                                 | Tetropina                                                       | 2                                                               |
|                                                                 |                                                                 |                                                                 |                                                                 |                                                                 | Togoperla                                                       | 15                                                              |
|                                                                 |                                                                 |                                                                 |                                                                 |                                                                 | Tyloperla                                                       | 18                                                              |
|                                                                 |                                                                 |                                                                 | Perlodidae                                                      |                                                                 |                                                                 | 366                                                             |
|                                                                 |                                                                 |                                                                 |                                                                 | Isoperlinae                                                     |                                                                 | 207                                                             |
|                                                                 |                                                                 |                                                                 |                                                                 |                                                                 | Calliperla                                                      | 1                                                               |
|                                                                 |                                                                 |                                                                 |                                                                 |                                                                 | Cascadoperla                                                    | 1                                                               |
|                                                                 |                                                                 |                                                                 |                                                                 |                                                                 | Clioperla                                                       | 1                                                               |
|                                                                 |                                                                 |                                                                 |                                                                 |                                                                 | Cosumnoperla                                                    | 2                                                               |
|                                                                 |                                                                 |                                                                 |                                                                 |                                                                 | Isoperla                                                        | 190                                                             |
|                                                                 |                                                                 |                                                                 |                                                                 |                                                                 | Kaszabia                                                        | 2                                                               |
|                                                                 |                                                                 |                                                                 |                                                                 |                                                                 | Mesoperlina                                                     | 6                                                               |
|                                                                 |                                                                 |                                                                 |                                                                 |                                                                 | Parisoperla                                                     | 3                                                               |
|                                                                 |                                                                 |                                                                 |                                                                 |                                                                 | Tibetisoperla                                                   | 1                                                               |
|                                                                 |                                                                 |                                                                 |                                                                 | Perlodinae                                                      |                                                                 | 159                                                             |
|                                                                 |                                                                 |                                                                 |                                                                 |                                                                 | Arcynopteryx                                                    | 5                                                               |
|                                                                 |                                                                 |                                                                 |                                                                 |                                                                 | Frisonia                                                        | 1                                                               |
|                                                                 |                                                                 |                                                                 |                                                                 |                                                                 | Megarcys                                                        | 11                                                              |
|                                                                 |                                                                 |                                                                 |                                                                 |                                                                 | Neofilchneria                                                   | 3                                                               |
|                                                                 |                                                                 |                                                                 |                                                                 |                                                                 | Oroperla                                                        | 1                                                               |
|                                                                 |                                                                 |                                                                 |                                                                 |                                                                 | Perlinodes                                                      | 1                                                               |
|                                                                 |                                                                 |                                                                 |                                                                 |                                                                 | Pseudomegarcys                                                  | 1                                                               |
|                                                                 |                                                                 |                                                                 |                                                                 |                                                                 | Salmoperla                                                      | 1                                                               |
|                                                                 |                                                                 |                                                                 |                                                                 |                                                                 | Setvena                                                         | 3                                                               |
|                                                                 |                                                                 |                                                                 |                                                                 |                                                                 | Skwala                                                          | 5                                                               |
|                                                                 |                                                                 |                                                                 |                                                                 |                                                                 | Sopkalia                                                        | 1                                                               |
|                                                                 |                                                                 |                                                                 |                                                                 |                                                                 | Afroperlodes                                                    | 1                                                               |
|                                                                 |                                                                 |                                                                 |                                                                 |                                                                 | Baumannella                                                     | 1                                                               |
|                                                                 |                                                                 |                                                                 |                                                                 |                                                                 | Bulgaroperla                                                    | 1                                                               |
|                                                                 |                                                                 |                                                                 |                                                                 |                                                                 | Cultus                                                          | 5                                                               |
|                                                                 |                                                                 |                                                                 |                                                                 |                                                                 | Diploperla                                                      | 5                                                               |
|                                                                 |                                                                 |                                                                 |                                                                 |                                                                 | Hemimelaena                                                     | 1                                                               |
|                                                                 |                                                                 |                                                                 |                                                                 |                                                                 | Kogotus                                                         | 4                                                               |
|                                                                 |                                                                 |                                                                 |                                                                 |                                                                 | Osobenus                                                        | 1                                                               |
|                                                                 |                                                                 |                                                                 |                                                                 |                                                                 | Ostrovus                                                        | 2                                                               |
|                                                                 |                                                                 |                                                                 |                                                                 |                                                                 | Pictetiella                                                     | 4                                                               |
|                                                                 |                                                                 |                                                                 |                                                                 |                                                                 | Remenus                                                         | 4                                                               |
|                                                                 |                                                                 |                                                                 |                                                                 |                                                                 | Rickera                                                         | 1                                                               |
|                                                                 |                                                                 |                                                                 |                                                                 |                                                                 | Stavsolus                                                       | 5                                                               |
|                                                                 |                                                                 |                                                                 |                                                                 |                                                                 | Besdolus                                                        | 5                                                               |
|                                                                 |                                                                 |                                                                 |                                                                 |                                                                 | Chernokrilus                                                    | 1                                                               |
|                                                                 |                                                                 |                                                                 |                                                                 |                                                                 | Dictyogenus                                                     | 4                                                               |
|                                                                 |                                                                 |                                                                 |                                                                 |                                                                 | Diura                                                           | 4                                                               |
|                                                                 |                                                                 |                                                                 |                                                                 |                                                                 | Filchneria                                                      | 15                                                              |
|                                                                 |                                                                 |                                                                 |                                                                 |                                                                 | Guadalgenus                                                     | 1                                                               |
|                                                                 |                                                                 |                                                                 |                                                                 |                                                                 | Hedinia                                                         | 1                                                               |
|                                                                 |                                                                 |                                                                 |                                                                 |                                                                 | Helopicus                                                       | 4                                                               |
|                                                                 |                                                                 |                                                                 |                                                                 |                                                                 | Hydroperla                                                      | 4                                                               |
|                                                                 |                                                                 |                                                                 |                                                                 |                                                                 | Isogenoides                                                     | 8                                                               |
|                                                                 |                                                                 |                                                                 |                                                                 |                                                                 | Isogenus                                                        | 2                                                               |
|                                                                 |                                                                 |                                                                 |                                                                 |                                                                 | Levanidovia                                                     | 1                                                               |
|                                                                 |                                                                 |                                                                 |                                                                 |                                                                 | Malirekus                                                       | 2                                                               |
|                                                                 |                                                                 |                                                                 |                                                                 |                                                                 | Megaperlodes                                                    | 2                                                               |
|                                                                 |                                                                 |                                                                 |                                                                 |                                                                 | Oconoperla                                                      | 1                                                               |
|                                                                 |                                                                 |                                                                 |                                                                 |                                                                 | Perlodes                                                        | 16                                                              |
|                                                                 |                                                                 |                                                                 |                                                                 |                                                                 | Perlodinella                                                    | 7                                                               |
|                                                                 |                                                                 |                                                                 |                                                                 |                                                                 | Protarcys                                                       | 2                                                               |
|                                                                 |                                                                 |                                                                 |                                                                 |                                                                 | Rauserodes                                                      | 1                                                               |
|                                                                 |                                                                 |                                                                 |                                                                 |                                                                 | Sinoperlodes                                                    | 1                                                               |
|                                                                 |                                                                 |                                                                 |                                                                 |                                                                 | Susulus                                                         | 1                                                               |
|                                                                 |                                                                 |                                                                 |                                                                 |                                                                 | Tadamus                                                         | 1                                                               |
|                                                                 |                                                                 |                                                                 |                                                                 |                                                                 | Yugus                                                           | 4                                                               |
|                                                                 |                                                                 |                                                                 |                                                                 |                                                                 | Zhiltzovaia                                                     | 2                                                               |
|                                                                 |                                                                 |                                                                 |                                                                 |                                                                 | Neowuia                                                         | 1                                                               |
|                                                                 |                                                                 | Pteronarcyoidea                                                 |                                                                 |                                                                 |                                                                 | 96                                                              |
|                                                                 |                                                                 |                                                                 | Peltoperlidae                                                   |                                                                 |                                                                 | 78                                                              |
|                                                                 |                                                                 |                                                                 |                                                                 | Microperlinae                                                   |                                                                 | 4                                                               |
|                                                                 |                                                                 |                                                                 |                                                                 |                                                                 | Microperla                                                      | 4                                                               |
|                                                                 |                                                                 |                                                                 |                                                                 | Peltoperlinae                                                   |                                                                 | 74                                                              |
|                                                                 |                                                                 |                                                                 |                                                                 |                                                                 | Cryptoperla                                                     | 34                                                              |
|                                                                 |                                                                 |                                                                 |                                                                 |                                                                 | Peltoperla                                                      | 2                                                               |
|                                                                 |                                                                 |                                                                 |                                                                 |                                                                 | Peltoperlopsis                                                  | 10                                                              |
|                                                                 |                                                                 |                                                                 |                                                                 |                                                                 | Peltopteryx                                                     | 1                                                               |
|                                                                 |                                                                 |                                                                 |                                                                 |                                                                 | Sierraperla                                                     | 2                                                               |
|                                                                 |                                                                 |                                                                 |                                                                 |                                                                 | Soliperla                                                       | 9                                                               |
|                                                                 |                                                                 |                                                                 |                                                                 |                                                                 | Tallaperla                                                      | 7                                                               |
|                                                                 |                                                                 |                                                                 |                                                                 |                                                                 | Viehoperla                                                      | 1                                                               |
|                                                                 |                                                                 |                                                                 |                                                                 |                                                                 | Yoraperla                                                       | 8                                                               |
|                                                                 |                                                                 |                                                                 | Pteronarcyidae                                                  |                                                                 |                                                                 | 6                                                               |
|                                                                 |                                                                 |                                                                 |                                                                 |                                                                 | Pteronarcella                                                   | 2                                                               |
|                                                                 |                                                                 |                                                                 |                                                                 |                                                                 | Pteronarcys                                                     | 4                                                               |
|                                                                 |                                                                 |                                                                 | Styloperlidae                                                   |                                                                 |                                                                 | 12                                                              |
|                                                                 |                                                                 |                                                                 |                                                                 |                                                                 | Cerconychia                                                     | 6                                                               |
|                                                                 |                                                                 |                                                                 |                                                                 |                                                                 | Styloperla                                                      | 6                                                               |

## Evolutie

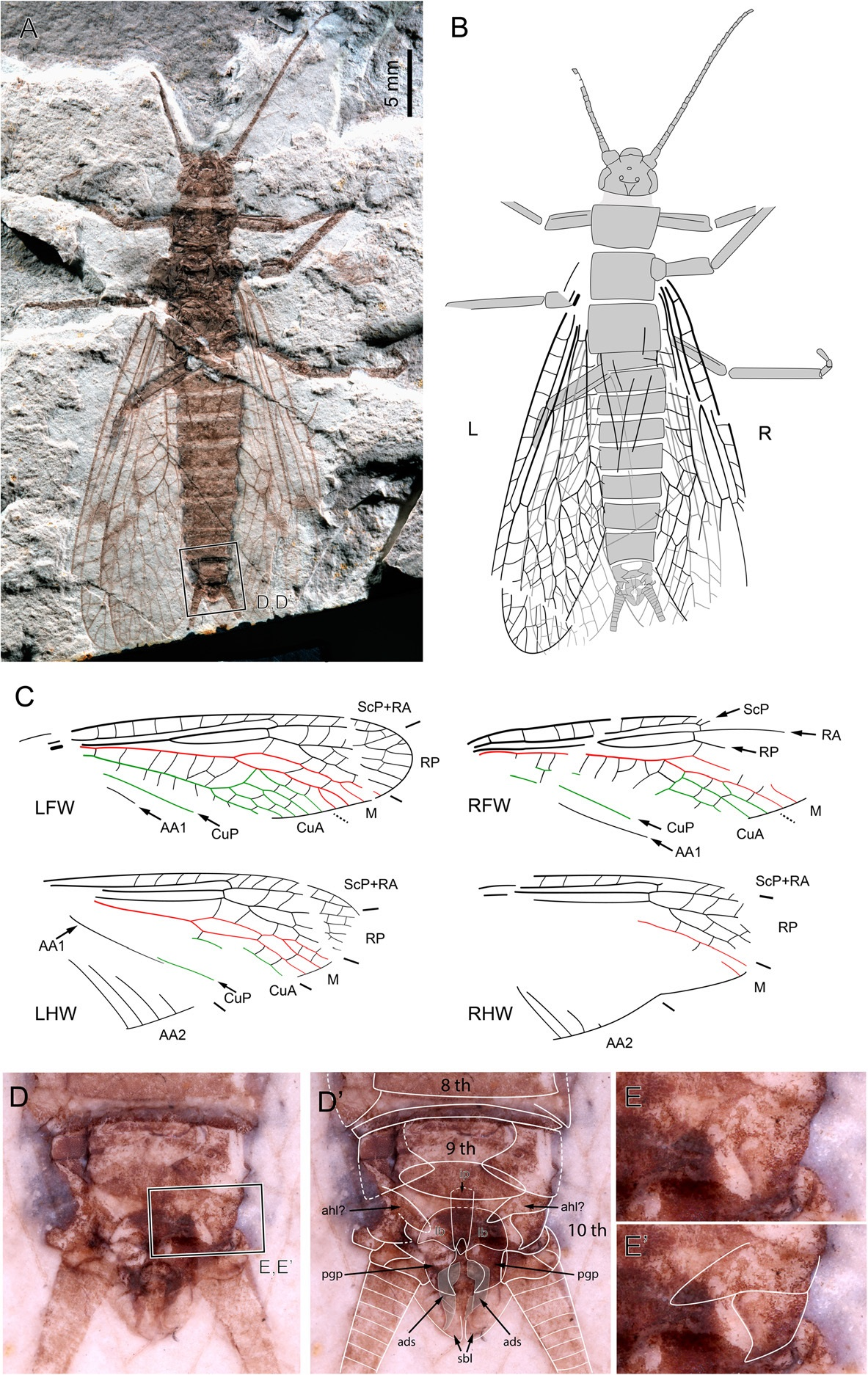
Pteroliriope sinitshenkovae uit het Midden-Jura leefde in China. Deze fossiele soort is tot in detail gereconstrueerd.

Steenvliegen zijn bekend vanaf het Vroege Perm en komen ongeveer 270 miljoen jaar voor op Aarde. Slechts enkele andere ordes van in het water levende insecten stammen uit eenzelfde tijdsperiode, zoals de haften (Ephemeroptera) uit het Late Carboon. De diversificatie van de steenvliegen in morfologisch verschillende groepen begon in het Trias, of mogelijk al in het Perm. De moderne families zijn al herkenbaar aanwezig in fossielen die gevonden zijn in barnsteen uit het Mioceen, en zijn zo'n 40 tot 55 miljoen jaar oud.
Steenvliegen zijn een van de oudste groepen van insecten waarvan de larven in het water opgroeien en worden beschouwd als een van de primitiefste insectenordes. Steenvliegen zijn sinds hun ontstaan weinig veranderd in uiterlijke zin. Ze lijken veel op de netvleugeligen (Neuroptera) maar ze zijn sterker verwant aan de krekels en sprinkhanen (Orthoptera) en de kakkerlakken (Blattodea). Een belangrijk verschil is dat geen van deze insecten als larve in het water leeft, terwijl dit bij steenvliegen juist de standaard is. Biologen die de evolutie van insecten onderzoeken hebben nog geen eenduidig beeld over hoe deze verschillende groepen van insecten zich verhouden.
De steenvliegen behoren tot de Neoptera of nieuwvleugeligen, dit zijn insecten die hun achtervleugels opvouwen onder de voorvleugels. Onderstaand is een schema weergegeven van de mogelijke positie van de steenvliegen binnen de Neoptera. Over de precieze indeling van de Neoptera is echter nog veel discussie en onderstaande weergave is slechts een van de gebruikte indelingen. Volgens sommige biologen zijn de steenvliegen sterk verwant aan de oorwormen en webspinners.
|  | Paraneoptera  |
|  |               |
|  | Endopterygota |
|  |               |

|  | Bidsprinkhanen (Mantodea)                                                         |
|  |                                                                                   |
|  | \| \| Kakkerlakken (Blattodea) \| \| \| \| \| \| Termieten (Isoptera) \| \| \| \| |
|  |                                                                                   |
|  | Kakkerlakken (Blattodea)                                                          |
|  |                                                                                   |
|  | Termieten (Isoptera)                                                              |
|  |                                                                                   |

|  | Kakkerlakken (Blattodea) |
|  |                          |
|  | Termieten (Isoptera)     |
|  |                          |

|  | Bidsprinkhanen (Mantodea)                                                         |
|  |                                                                                   |
|  | \| \| Kakkerlakken (Blattodea) \| \| \| \| \| \| Termieten (Isoptera) \| \| \| \| |
|  |                                                                                   |
|  | Kakkerlakken (Blattodea)                                                          |
|  |                                                                                   |
|  | Termieten (Isoptera)                                                              |
|  |                                                                                   |

|  | Kakkerlakken (Blattodea) |
|  |                          |
|  | Termieten (Isoptera)     |
|  |                          |

|  | Wandelende takken (Phasmatodea) |
|  |                                 |
|  | Rechtvleugeligen (Orthoptera)   |
|  |                                 |

|  | Bidsprinkhanen (Mantodea)                                                         |
|  |                                                                                   |
|  | \| \| Kakkerlakken (Blattodea) \| \| \| \| \| \| Termieten (Isoptera) \| \| \| \| |
|  |                                                                                   |
|  | Kakkerlakken (Blattodea)                                                          |
|  |                                                                                   |
|  | Termieten (Isoptera)                                                              |
|  |                                                                                   |

|  | Kakkerlakken (Blattodea) |
|  |                          |
|  | Termieten (Isoptera)     |
|  |                          |

|  | Bidsprinkhanen (Mantodea)                                                         |
|  |                                                                                   |
|  | \| \| Kakkerlakken (Blattodea) \| \| \| \| \| \| Termieten (Isoptera) \| \| \| \| |
|  |                                                                                   |
|  | Kakkerlakken (Blattodea)                                                          |
|  |                                                                                   |
|  | Termieten (Isoptera)                                                              |
|  |                                                                                   |

|  | Kakkerlakken (Blattodea) |
|  |                          |
|  | Termieten (Isoptera)     |
|  |                          |

|  | Wandelende takken (Phasmatodea) |
|  |                                 |
|  | Rechtvleugeligen (Orthoptera)   |
|  |                                 |

|  | Paraneoptera  |
|  |               |
|  | Endopterygota |
|  |               |

|  | Bidsprinkhanen (Mantodea)                                                         |
|  |                                                                                   |
|  | \| \| Kakkerlakken (Blattodea) \| \| \| \| \| \| Termieten (Isoptera) \| \| \| \| |
|  |                                                                                   |
|  | Kakkerlakken (Blattodea)                                                          |
|  |                                                                                   |
|  | Termieten (Isoptera)                                                              |
|  |                                                                                   |

|  | Kakkerlakken (Blattodea) |
|  |                          |
|  | Termieten (Isoptera)     |
|  |                          |

|  | Bidsprinkhanen (Mantodea)                                                         |
|  |                                                                                   |
|  | \| \| Kakkerlakken (Blattodea) \| \| \| \| \| \| Termieten (Isoptera) \| \| \| \| |
|  |                                                                                   |
|  | Kakkerlakken (Blattodea)                                                          |
|  |                                                                                   |
|  | Termieten (Isoptera)                                                              |
|  |                                                                                   |

|  | Kakkerlakken (Blattodea) |
|  |                          |
|  | Termieten (Isoptera)     |
|  |                          |

|  | Wandelende takken (Phasmatodea) |
|  |                                 |
|  | Rechtvleugeligen (Orthoptera)   |
|  |                                 |

|  | Bidsprinkhanen (Mantodea)                                                         |
|  |                                                                                   |
|  | \| \| Kakkerlakken (Blattodea) \| \| \| \| \| \| Termieten (Isoptera) \| \| \| \| |
|  |                                                                                   |
|  | Kakkerlakken (Blattodea)                                                          |
|  |                                                                                   |
|  | Termieten (Isoptera)                                                              |
|  |                                                                                   |

|  | Kakkerlakken (Blattodea) |
|  |                          |
|  | Termieten (Isoptera)     |
|  |                          |

|  | Bidsprinkhanen (Mantodea)                                                         |
|  |                                                                                   |
|  | \| \| Kakkerlakken (Blattodea) \| \| \| \| \| \| Termieten (Isoptera) \| \| \| \| |
|  |                                                                                   |
|  | Kakkerlakken (Blattodea)                                                          |
|  |                                                                                   |
|  | Termieten (Isoptera)                                                              |
|  |                                                                                   |

|  | Kakkerlakken (Blattodea) |
|  |                          |
|  | Termieten (Isoptera)     |
|  |                          |

|  | Wandelende takken (Phasmatodea) |
|  |                                 |
|  | Rechtvleugeligen (Orthoptera)   |
|  |                                 |

## Uiterlijke kenmerken

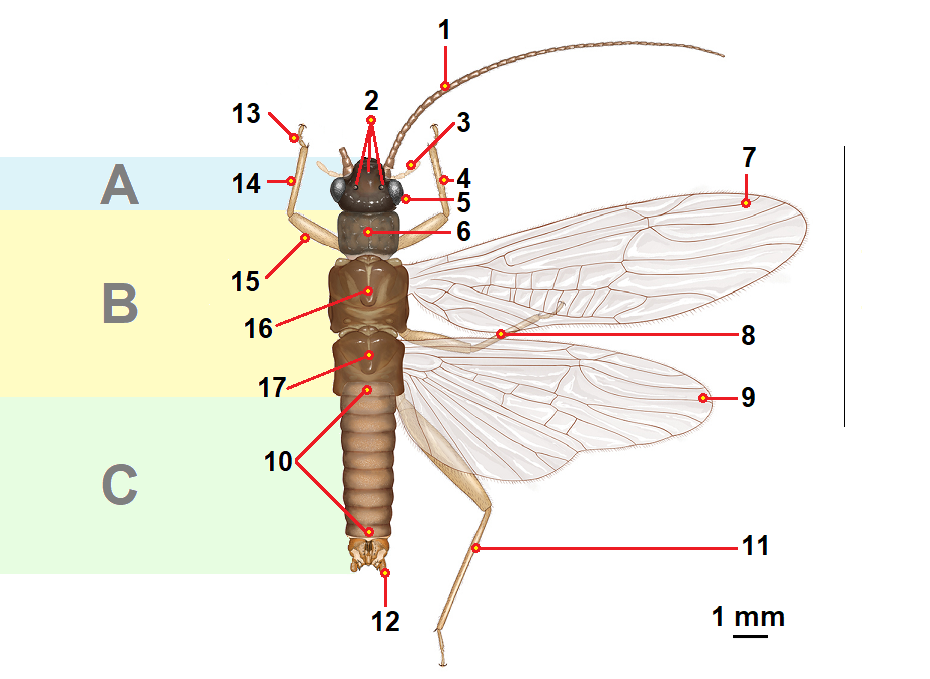
Lichaamsdelen van Amphinemura albicauda.

Steenvliegen zijn kleine tot middelgrote insecten en vormen een zeer eenduidige groep; alle soorten hebben een sterk gelijkende lichaamsbouw. De kleinere soorten bereiken een lichaamslengte van ongeveer vier millimeter terwijl de grotere soorten ongeveer twee tot drie centimeter lang worden, exclusief de antennes. De grootste soorten behoren tot het geslacht Pteronarcys, zoals Pteronarcys californica. Deze steenvliegen worden tot meer dan vijf cm lang en kunnen een vleugelspanwijdte van ongeveer 8,5 cm bereiken.
De lichaamsvorm is langwerpig en veel soorten hebben een slanke lichaamsbouw, de lichaamsdoorsnede is rond tot iets afgeplat. De lichaamskleur is vaak licht- tot donkerbruin tot zwart zonder een duidelijke tekening, het lichaam is onbehaard. Sommige soorten hebben groene tot gele kleuren. Steenvliegen die in verschillende seizoenen voorkomen hebben soms een afwijkende lichaamskleur, al naar het seizoen waarin ze leven. De vleugels worden in de rustpositie plat op de achterzijde van het lichaam gevouwen.
De sexen zijn gewoonlijk van elkaar te onderscheiden op basis van de geslachtsorganen aan de achterlijfspunt. Bij de vrouwtjes bevinden zich hier meestal één of meerdere genitale platen. De genitaliën en verwante structuren van de mannetjes zien er meestal uit als een complex geheel van haken, borstels en lobben. Daarnaast zijn vrouwtjes doorgaans groter dan de mannetjes. De seksen zijn gewoonlijk in het veld van elkaar te onderscheiden, maar soms is een microscoop nodig. Bij sommige soorten, zoals Perlodes dispar en Capnia bifrons, zijn de mannetjes kortvleugelig.

### Kop
De kop is breed en heeft een duidelijke driehoekige vorm, de kop is duidelijk van het lichaam te onderscheiden door een insnoering tussen de kop en het borststuk. De voelsprieten of antennes zijn lang en staan naar voren gericht. De antennes zijn geleed en bestaan uit enkele tientallen korte, rechte segmenten. De twee belangrijkste groepen van de steenvliegen, de onderordes Antarctoperlaria en Arctoperlaria, verschillen wat betreft de vorm van de antennes. De Antarctoperlaria bezitten draadvormige antennes die overal even breed zijn; de basis van de antenne is even breed als het uiteinde ervan. De Arctoperlaria hebben haarvormige antennes; deze hebben een brede basis maar worden naar het uiteinde toe steeds smaller.
De kop draagt twee samengestelde ogen die bestaan uit vele individuele kleinere oogjes die de ommatidia worden genoemd. Deze ogen zijn groot, rond en kraalachtig en steken duidelijk uit. Bovenop de kop zijn twee of drie enkelvoudige lensoogjes aanwezig; de ocelli. Deze hebben een onderschikte rol bij de visuele perceptie en kunnen alleen grove lichtverschuivingen waarnemen. De monddelen van de steenvliegen zijn naar voren gericht en hebben een bijtende configuratie, in tegenstelling tot de kauwende monddelen zoals die bij andere insecten voorkomen. Net als de eendagsvliegen of haften zijn de monddelen van de meeste steenvliegen sterk gereduceerd, verschrompeld of komen niet tot ontwikkeling. Hierdoor zijn de volwassen dieren van veel soorten niet in staat om te eten wat de levensduur sterk beperkt.

### Borststuk

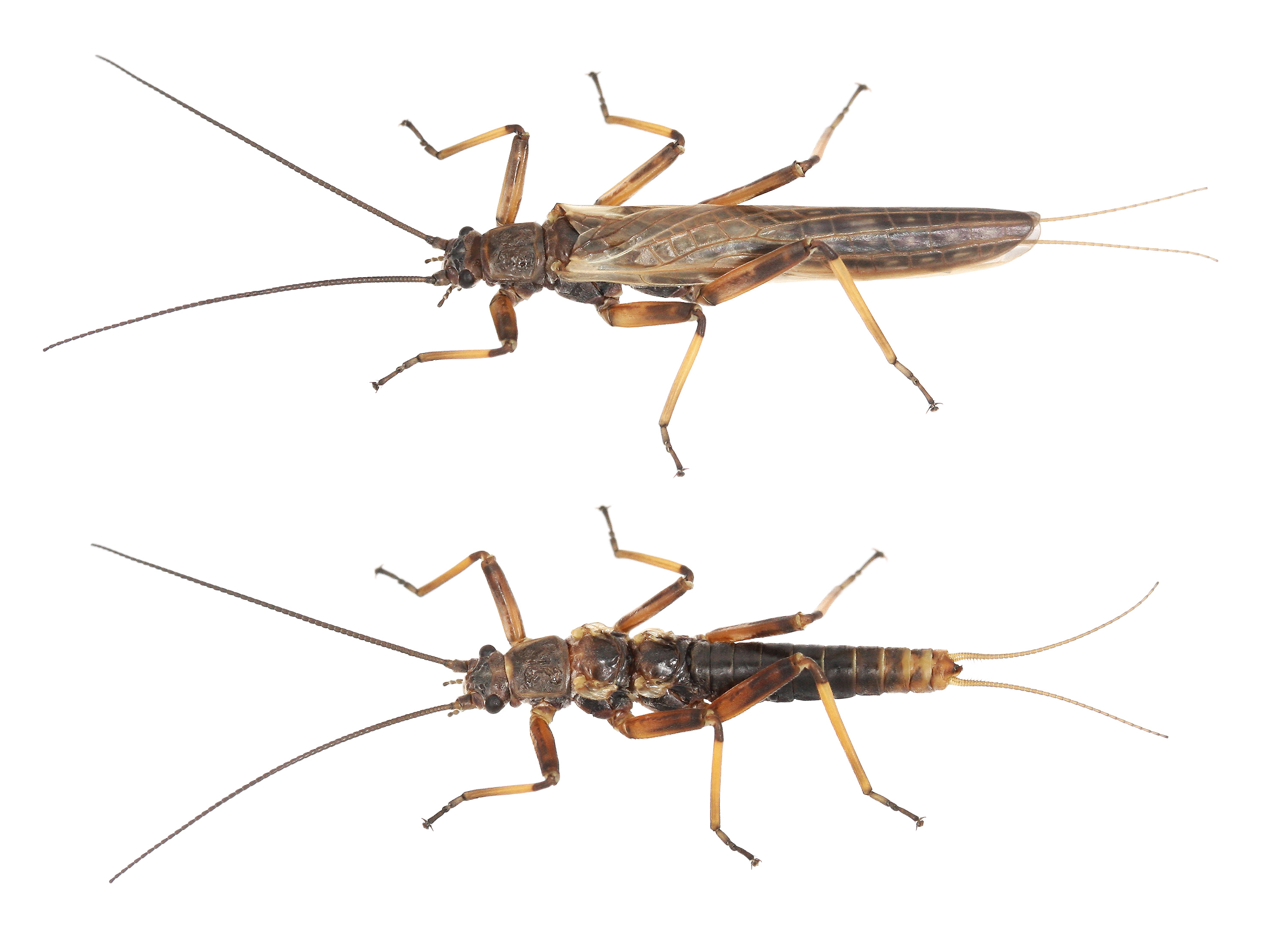
Mannetjes van de soort Zelandoperla fenestrata hebben normale vleugels in laaggelegen streken met bossen (boven) maar ontwikkelen korte vleugels (brachypteer) boven de alpiene zone (onder).

Het borststuk bestaat uit drie delen die aan zowel de boven- als de onderzijde worden beschermd met chitineuze platen. Aan de bovenzijde is aan de voorkant het halsschild of pronotum gelegen, met hierachter respectievelijk het mesonotum en het metanotum. Deze achterste twee delen worden in rust aan het oog onttrokken door de vleugels. Aan de onderzijde is van voor naar achter het prosternum gelegen, het mesosternum tussen het eerste en het tweede potenpaar en het metasternum tussen het tweede en derde potenpaar.
De meeste soorten hebben twee paar goed ontwikkelde vleugels die zijn aangehecht aan de bovenzijde van het borststuk. De vleugels zijn membraanachtig en half doorzichtig. Ze zijn opvallend breed als ze in rust boven het lichaam worden gevouwen. De voor- en achtervleugels zijn nagenoeg hetzelfde van vorm, de achtervleugels zijn echter iets breder. De vleugels worden in rust plat over elkaar gelegd waarbij de achtervleugels onderop worden gevouwen en de voorvleugels bovenop. De vleugels omhullen de bovenzijde van het achterste deel van het borststuk (mesonotum en metanotum) en vaak het grootste deel van het achterlijf, inclusief delen van de flanken. De vleugels zijn relatief lang en reiken tot voorbij de achterlijfspunt. Een aantal soorten heeft in de regel normale vleugels maar kan ook korte vleugels hebben die niet meer geschikt zijn om te vliegen, dit wordt brachypteer (kortvleugelig) genoemd. Sommige soorten hebben in het geheel geen vleugels, dit wordt apteer (vleugelloos) genoemd.

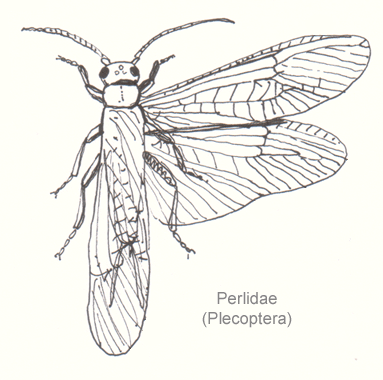
Illustratie van de vleugels van een borstelsteenvlieg (Perlidae)

De vleugels zijn niet met elkaar verbonden door een vleugelkoppeling zoals bij veel vlinders voorkomt. Hierdoor kunnen de voor- en achtervleugels onafhankelijk van elkaar bewegen. De vleugels zijn voorzien van een duidelijke, donkere vleugeladering. Veel soorten hebben een ladder-achtige aderstructuur op het midden van de voorvleugels. De precieze tekening van de adering varieert enigszins per soort en is een belangrijk determinatiekenmerk. Bij de meeste insecten is de vleugeladering erg soortspecifiek maar de steenvliegen is het aderpatroon variabel binnen een soort en kan zelfs per individu verschillen. Veel steenvliegen hebben op de linkervleugel zelfs een ander patroon dan op de rechtervleugel.
Aan de onderzijde van het borststuk zijn de drie potenparen gelegen. De poten zijn goed ontwikkeld en zijn lang en vrij breed. De achterpoten zijn niet aangepast om te springen. Het voorste potenpaar is niet opvallend veel groter dan de overige paren zoals bij gelijkende insectengroepen voorkomt. De poten hebben een ronde doorsnede en eindigen altijd in een tarsus of voet die uit drie delen bestaat. Dit is een belangrijk morfologisch verschil met andere groepen van insecten die vaak meer of juist minder tarsusleden hebben. Aan de onderzijde van deze drie delen kunnen kleine kleefkussens aanwezig zijn, de euplantulae. De positie hiervan kan verschillen, bij sommige soorten hebben de eerste twee tarsusleden een kussentje en bij andere soorten aan de onderzijde van de laatste twee (Largusoperla charliewattsi). Aan het laatste tarsuslid zijn twee klauwtjes aanwezig, met hiertussen een arolium. Dit is eveneens een hechtorgaan en heeft dezelfde functie als de euplantulae.

### Achterlijf

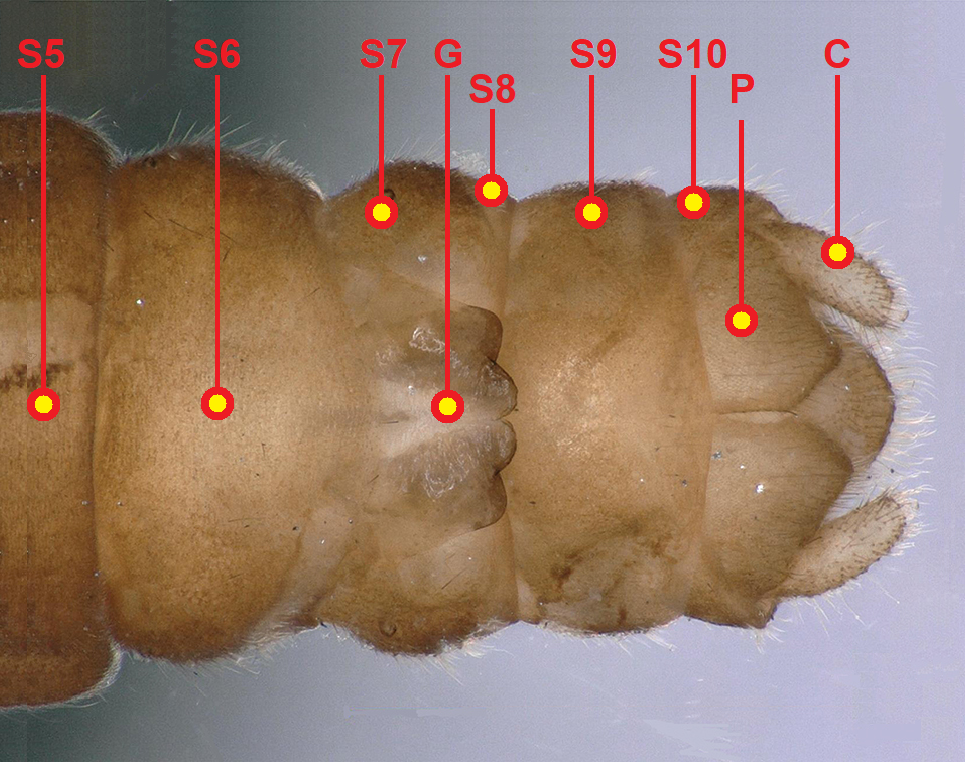
Verschillende delen van de onderzijde van het achterlijf van een vrouwtje, afgebeeld is de soort Amphinemura unihamata.

Het achterlijf is bij de volwassen dieren rond tot enigszins afgeplat, het achterlijf bevat de spijsverteringsorganen en de voortplantingsorganen. Een legboor of ovipositor bij de vrouwtjes ontbreekt altijd. De eieren ontwikkelen zich eveneens in het achterlijf, maar de soort Capnia lacustra vormt hierop een uitzondering. Bij de vrouwtjes van deze steenvlieg kunnen de eieren ook in het borststuk of in de kop worden aangetroffen.
Het achterlijf bestaat uit tien segmenten met aan de achterlijfspunt restanten van een elfde en twaalfde segment welke echter niet als zodanig te herkennen zijn. Het achterlijf wordt beschermd door chitineuze platen, die aan de bovenzijde van het achterlijf worden de tergieten genoemd en die aan de onderzijde de sternieten.
Het eerste segment aan de bovenzijde van het achterlijf (de tergiet) is wel te zien maar die aan de onderzijde (de sterniet) niet omdat het is versmolten met het achterste borststuksegment. De tergieten en sternieten aan de voorzijde van het achterlijf zijn vaak gescheiden door een membraanachtige structuur. Aan de achterzijde van het achterlijf vormen de tergieten en sternieten altijd een ringvormig geheel. Op de buikzijde is bij vrouwtjes vaak een genitale plaat aanwezig op het achtste achterlijfssegment. Deze kan echter ook ontbreken en tevens kunnen meerdere platen aanwezig zijn. Bij veel soorten zijn de tiende sternieten gepaard en zijn aan weerszijden van segment negen gelegen.
Aan de achterzijde van het achterlijf zijn twee gelede achterlijfsaanhangsels of cerci gepositioneerd. Deze zijn meestal erg lang en draadvormig (filiform) maar kunnen ook gereduceerd zijn tot stompjes zoals het geval is bij soorten die tot de infraorde Systellognatha behoren. Tussen de cerci zijn aan de onderzijde van het achterlijf twee driehoekige platen gelegen die de paraprocten worden genoemd.

## Nimfen

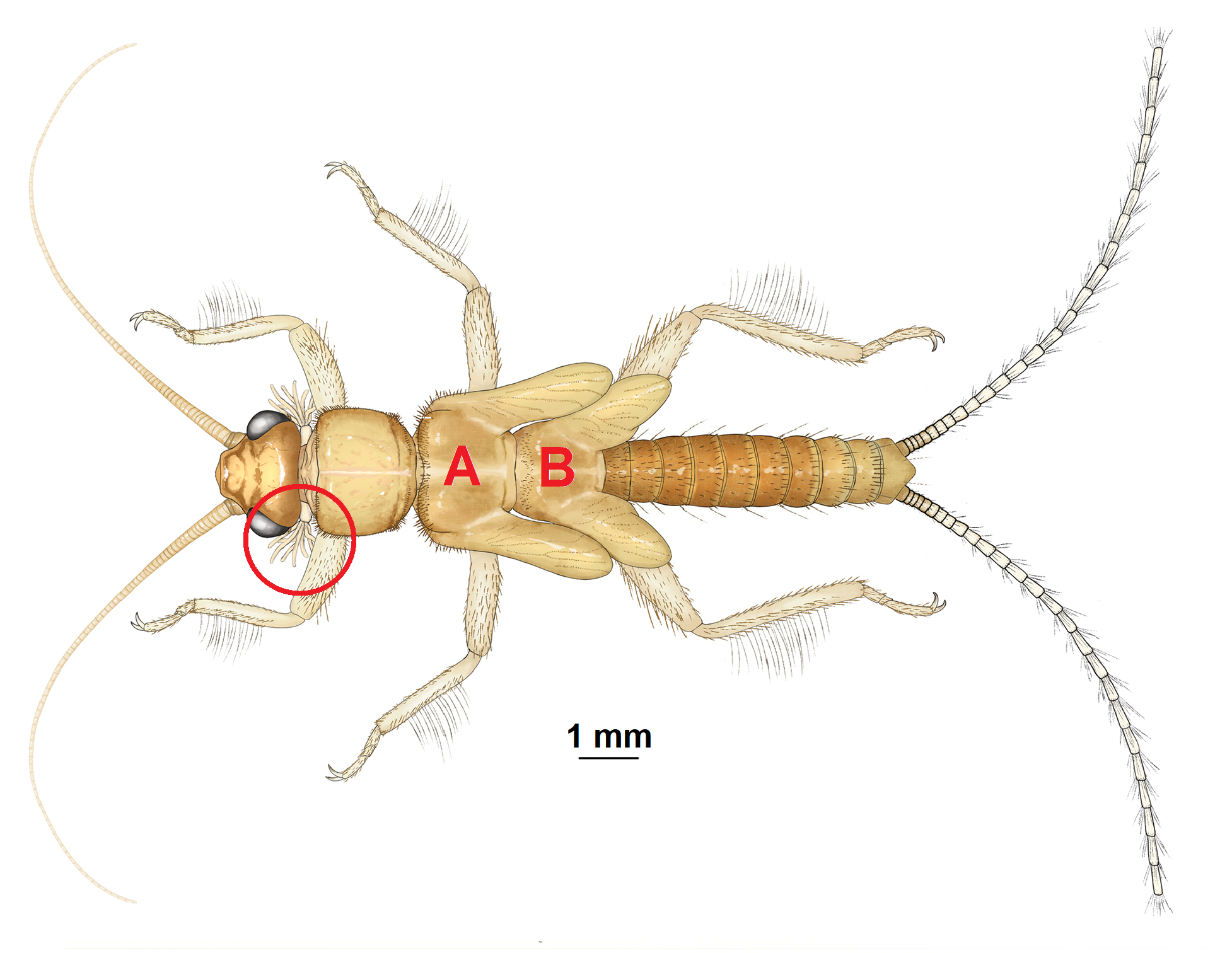
Deze oudere larve van Amphinemura albicauda heeft kieuwen aan de kop (omcirkeld) en vleugelscheden aan de mesothorax (A) en metathorax (B).

De nimfen lijken al sprekend op de volwassen dieren maar hebben nog geen vleugels. Pas in de latere nimfstadia wordt een aanzet van de vleugels zichtbaar, deze worden de vleugelscheden genoemd. De nimfen hebben net als de volwassen dieren een rond tot enigszins afgeplat lichaam. De lichaamslengte varieert van ongeveer vijf mm tot meerdere centimeters. Nimfen van steenvliegen uit de familie Capniidae blijven met vijf tot tien millimeter relatief klein, exemplaren uit de familie Perlidae kunnen twintig tot vijftig mm lang worden en die uit de familie Pteronarcyidae kunnen een lichaamslengte tot 70 mm bereiken.
De kop van de nimfen is aan de voorzijde voorzien van een plaat die het labrum of bovenlip wordt genoemd. In het midden van het labrum is een met een tong vergelijkbare, gepaarde structuur aanwezig, het geheel wordt glossae genoemd. Aan weerszijden hiervan zijn de paraglossae gelegen, de 'bij-tongen'. De lengte van de tong ten opzichte van de bijtong is een belangrijk determinatiekenmerk. Bij de soorten die tot de Euholognatha behoren is de glossa veel korter dan de paraglassa maar bij vertegenwoordigers van de Systellognatha zijn zij ongeveer even lang. Naast iedere paraglossa is een labiale palp of liptaster aanwezig, die altijd uit drie leden bestaat. Veel soorten zijn te onderscheiden aan de vorm van het labium. Het labium is de 'onderlip' van de nimf en kan bijvoorbeeld een of meerdere inkepingen bezitten of een puntige al dan niet afgeronde vorm hebben. Verder naar de buitenzijde zijn de onderkaken of maxilla gelegen die voorzien zijn van stekels en aan de basis de galea dragen. Aan weerszijden van de onderkaken zijn ten slotte de maxillaire palpen gepositioneerd, die altijd uit vijf segmenten bestaan.
De monddelen van de nimfen worden mandibels genoemd en hebben een gespecialiseerde configuratie, al naargelang de voedselgewoonten. Soorten die andere dieren leegzuigen hebben scherpe monddelen en nimfen die van dood plantaardig materiaal leven hebben een mondapparaat dat voedsel kan vermalen of dat laagjes van het substraat af kan schrapen. Soorten die voedsel zoals dood hout vermalen hebben stompe, tandachtige uitsteeksels, enigszins vergelijkbaar met de maaltanden van koeien. Carnivore soorten hebben slagtand-achtige kaken of getande binnenleden van de maxilla om prooien vast te grijpen voor ze worden opgegeten.
Het borststuk van de nimfen wordt aan ieder rugsegment beschermd door een vergrote rugplaat, die net als bij de volwassen dieren pro-, meso- en metasternum worden genoemd. Bij oudere nimfen zijn aan het meso- en metasternum de vleugelscheden zichtbaar. De nimfen zijn vaak te onderscheiden op basis van de vorm van de vleugelscheden, waarbij de afstand van de vleugelschede van de mesothorax en metathorax gelijk kan zijn, zoals bij de soorten uit het geslacht Nemocapnia, of juist kan verschillen. Ook kunnen de mesothoraxale en metathoraxale vleugelscheden van vorm verschillen, zoals een spitse aan de mesothorax en een meer afgeronde aan de metathorax bij de soort Allocapnia vivipara.
De nimfen ademen, in tegenstelling tot de volwassen dieren, door middel van kieuwen, meer specifiek tracheeënkieuwen. Daarnaast wordt zuurstof door diffusie door de lichaamswand opgenomen uit het omringende water. De kieuwen zijn meestal aan de kop of het borststuk gelegen maar kunnen ook op het achterlijf voorkomen. De kieuwen bestaan uit draadachtige structuren en nooit uit plaat- of bladachtige vormen zoals bij andere aquatische insectenlarven voorkomen.
De aanwezigheid en positie van de kieuwen kan een determinatiekenmerk zijn omdat deze per familie kunnen verschillen. Bij de familie Pteronarcyidae komen bijvoorbeeld kieuwen voor op alle drie de borststuksegmenten en de eerste twee achterlijfssegmenten. Bij de vertegenwoordigers uit de familie Perlodidae ontbreken kieuwen aan het borststuk. Bij soorten uit het geslacht Stenoperla komen kieuwen voor aan weerszijden van het achterlijf en de soorten uit de geslachten Austroperla en Megaleptoperla dragen kieuwen aan het uiteinde van het achterlijf.
De nimfen hebben brede en krachtige klauwen aan de poten. De uiteinden van de poten (de tarsi) bestaan altijd net als de volwassen dieren altijd uit drie segmenten. Aan het laatste segment zijn steeds twee klauwtjes aanwezig. Deze worden gebruikt om zich goed te kunnen hechten aan de ondergrond en zijn een aanpassing op het leven in snelstromend water. De nimfen hebben altijd twee lange cerci aan het achterlijf. Het aantal leden van deze structuren is afhankelijk van het ontwikkelingsstadium.

## Onderscheid met andere groepen

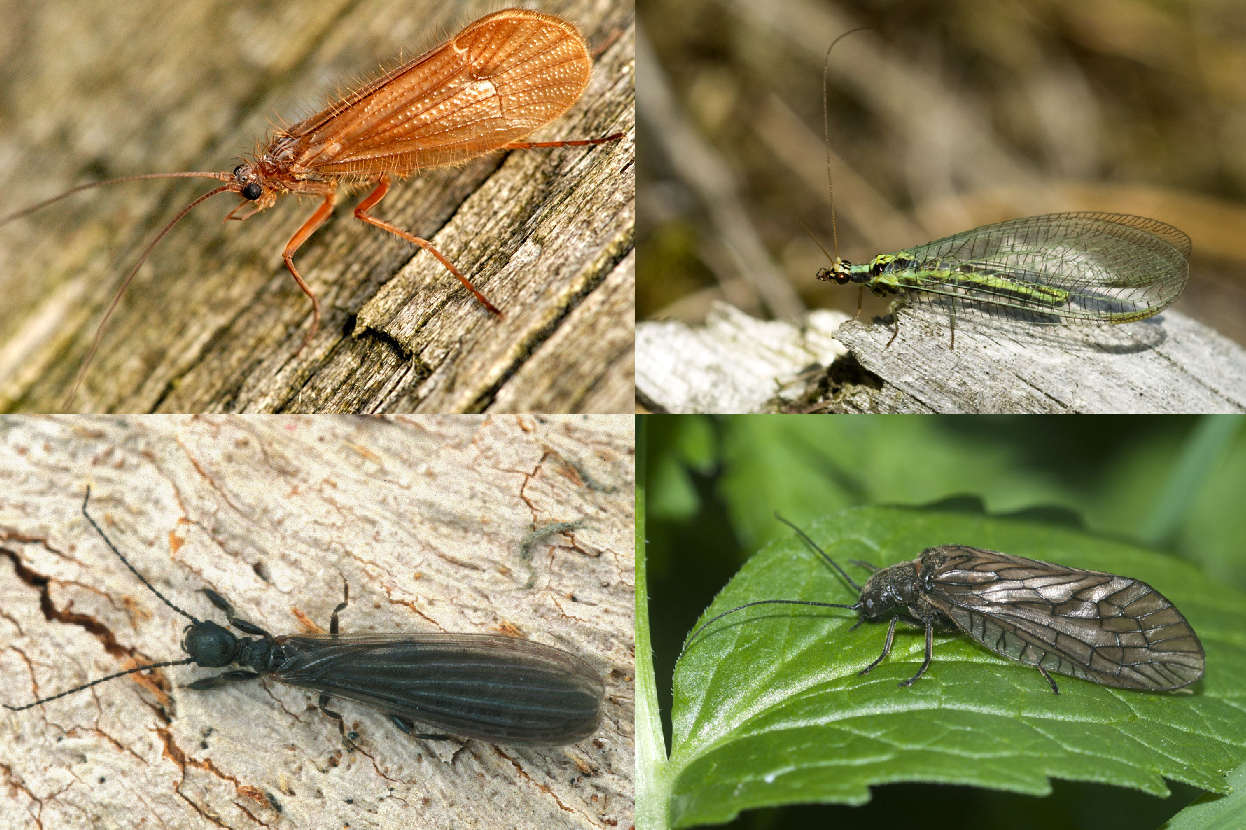
Enkele verwante insecten die niet tot de steenvliegen behoren. In leesrichting; een schietmot, een gaasvlieg, een webspinner, en een elzenvlieg.

Steenvliegen zijn met verschillende andere groepen van insecten te verwarren. Meestal zijn ze te onderscheiden op basis van bepaalde lichaamskenmerken, zoals de antennes en de stand van de vleugels of een combinatie hiervan.
Haften (Ephemeroptera) houden de vleugels in rust altijd recht omhoog boven het achterlijf. Ze hebben daarnaast altijd drie ocelli waar steenvliegen er twee of drie hebben. Haften hebben twee of drie cerci (achterlijfsaanhangsels), steenvliegen hebben er altijd twee. De nimfen van haften hebben eveneens vaak drie cerci, zoals bij alle Nederlandse soorten het geval is. Ze hebben een enkel klauwtje aan iedere poot (steenvliegen twee) en haftennimfen hebben een tarsus die bestaat uit een enkel segment. Gaasvliegen (Neuroptera) hebben eveneens netachtige vleugels die in rust als een afdak boven het lichaam worden gehouden en niet plat op elkaar. De larven van gaasvliegen leven bovendien niet in het water. Ook schietmotten (Trichoptera) hebben vleugels die als een dakje boven het lichaam worden gevouwen, de vleugels zijn bovendien sterk behaard. De larven leven alle in het water maar schietmotten hebben een volledige gedaanteverwisseling en hebben een worm-achtige lichaamsbouw.
Steenvliegen lijken ook enigszins op elzenvliegen (Sialidae, Megaloptera), maar vouwen de vleugels plat op de rug; de vleugels van elzenvliegen in rust vormen een driehoekig afdakje. Een biologisch gezien zeer belangrijk verschil is de ontwikkeling; elzenvliegen hebben een popstadium, de steenvliegen kennen echter een onvolledige gedaanteverwisseling, zoals de libellen. Volwassen webspinners (Embioptera) lijken sterk op steenvliegen, althans de mannetjes van de gevleugelde soorten. Webspinners zijn te onderscheiden aan hun korte, dikke poten en het ontbreken van ocelli op de kop. Sommige krekels en sprinkhanen (Orthoptera) vertonen eveneens enige gelijkenis maar zij zijn direct te herkennen aan de duidelijk verdikte achterpoten. De nimfen van webspinners, krekels en sprinkhanen ontwikkelen zich nooit in het water.

## Ecologie

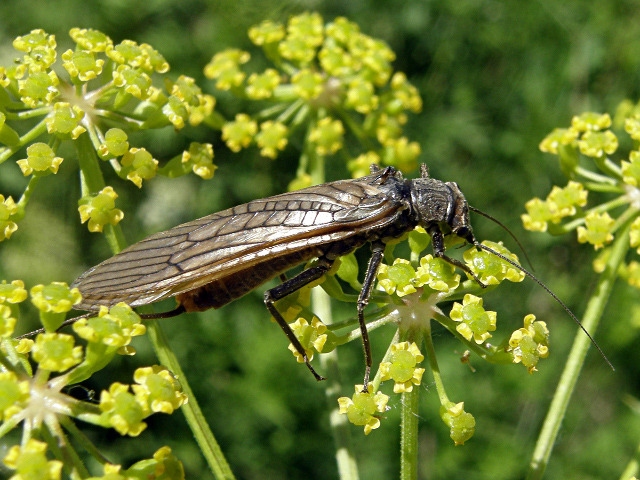
Steenvliegen leven onder andere van nectar en stuifmeel, afgebeeld is Dinocras cephalotes uit Spanje.

Rovende steenvliegen die tot de infraorde Euholognatha behoren kunnen geen voedsel meer opnemen als ze eenmaal volwassen zijn. De monddelen zijn bij veel soorten sterk gedegenereerd, dit komt ook voor bij andere insecten zoals de haften of eendagsvliegen. De plantenetende soorten uit de infraorde Systellognatha zijn echter nog wel in staat om te eten, zij leven ook als imago zonder uitzondering van plantaardig materiaal. Het voedsel kan bestaan uit algen, korstmossen, nectar en stuifmeel. Mogelijk wordt ander voedsel zoals plantensappen, schimmels en honingdauw opgenomen.
Het overgrote deel van dergelijke planteneters is aan te merken als onschadelijk voor de gewassen van de mens. Hierop zijn echter enkele uitzonderingen, zoals de steenvliegen uit het geslacht Taeniopteryx, en in het bijzonder Taeniopteryx pacifica. Deze soort staat bekend als een plaaginsect die massaal kan voorkomen en de bladeren en knoppen van fruitbomen aantast.
Het voedsel van de nimfen kan per familie verschillen. Soorten uit de families Chloroperlidae, Perlidae, Perlodidae bijvoorbeeld, zijn uitgesproken roofdieren. Nimfen van de families Capniidae, Leuctridae en Nemouridae leven van plantaardig materiaal dat ze met hun kaken verkleinen. Vertegenwoordigers van de familie Taeniopterygidae hebben meestal dezelfde voedselgewoonten maar er komen ook soorten voor die hun voedsel van het substraat afschrapen.
Soorten die van kleine in het water levende ongewervelden leven, eten meestal ongewervelde diertjes zoals muggenlarven en wormen. De nimfen van veel soorten zijn opportunistisch en jagen op alles wat ze te pakken kunnen krijgen. Andere soorten hebben zich gespecialiseerd in het eten van bepaalde prooidieren of prooien van ongeveer dezelfde grootte. Vertegenwoordigers van de familie Perlidae en Chloroperlidae bijvoorbeeld, eten voornamelijk nimfen van haften.
De planteneters leven van organisch materiaal zoals dood hout, rottende bladeren, algen of detritus. Dergelijke soorten spelen een belangrijke ecologische rol omdat ze het materiaal verkleinen door het met de kaken te malen of te versnipperen. Andere soorten schrapen het voedsel met hun aangepaste kaken van het substraat af. Hierdoor komen de mineralen en andere voedingsstoffen weer beschikbaar voor andere waterorganismen. Van een aantal soorten is bekend dat ze van voedselpatroon veranderen naarmate de dieren zich verder ontwikkelen.

### Vijanden
Belangrijke vijanden van de volwassen steenvliegen zijn vogels en vleermuizen zoals de baardvleermuis. Daarnaast worden ze gegeten door rovende geleedpotigen zoals spinnen en wespen. Sommige vogels prefereren steenvliegen als stapelvoedsel in de lente. In streken waar steenvliegen achteruit zijn gegaan als het gevolg van watervervuiling zijn dergelijke vogels ook zeldzamer geworden. Een voorbeeld is de grote gele kwikstaart (Motacilla cinerea), die net als steenvliegen van helder stromend water houdt.
De nimfen worden vooral gegeten door vissen die in snelstromende, koele wateren leven zoals baarzen en forellen. Ze worden ook buitgemaakt door insectenlarven zoals de larven van libellen en schietmotten.

## Voortplanting en ontwikkeling

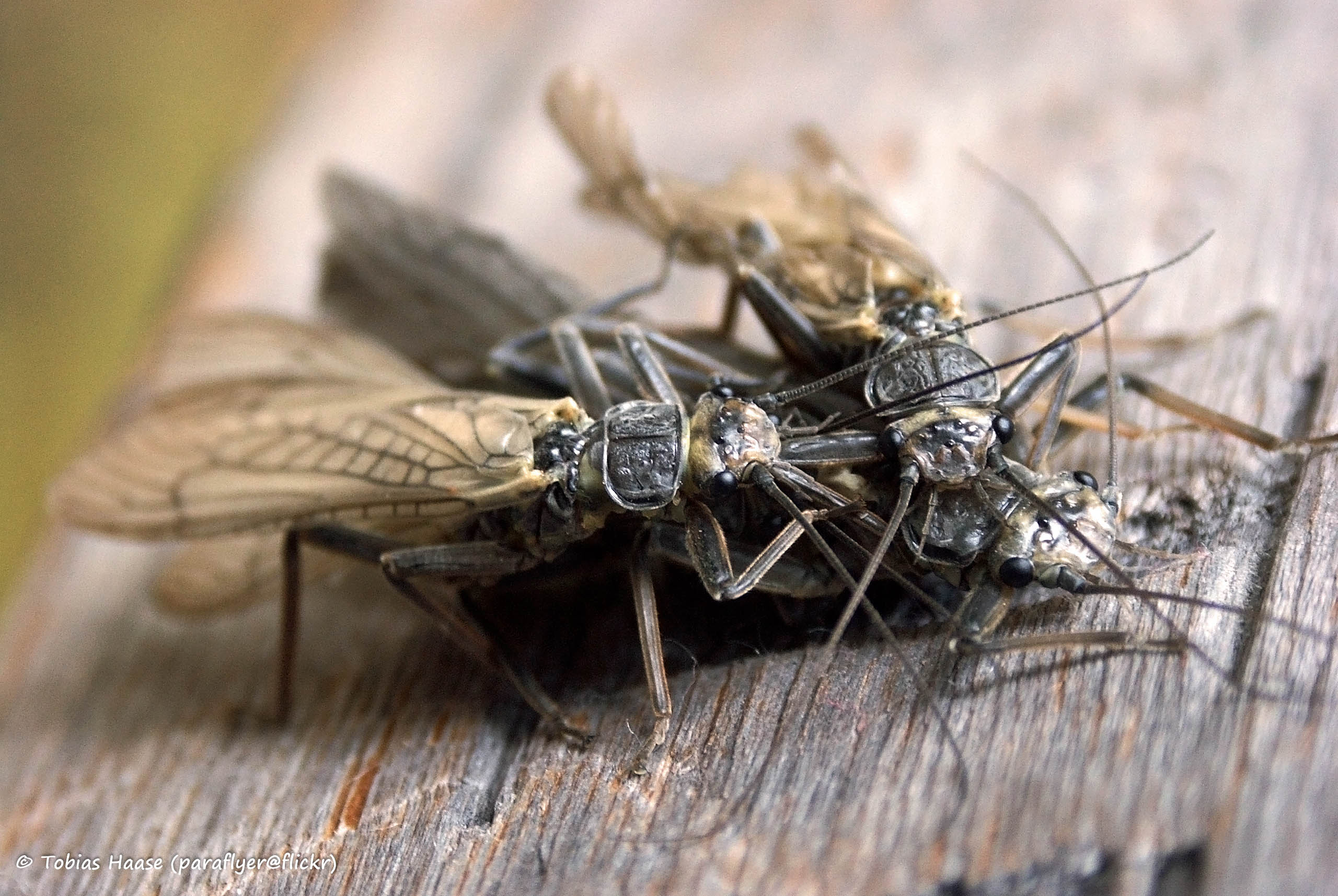
Twee mannetjes van een onbekende soort proberen te paren met een vrouwtje.

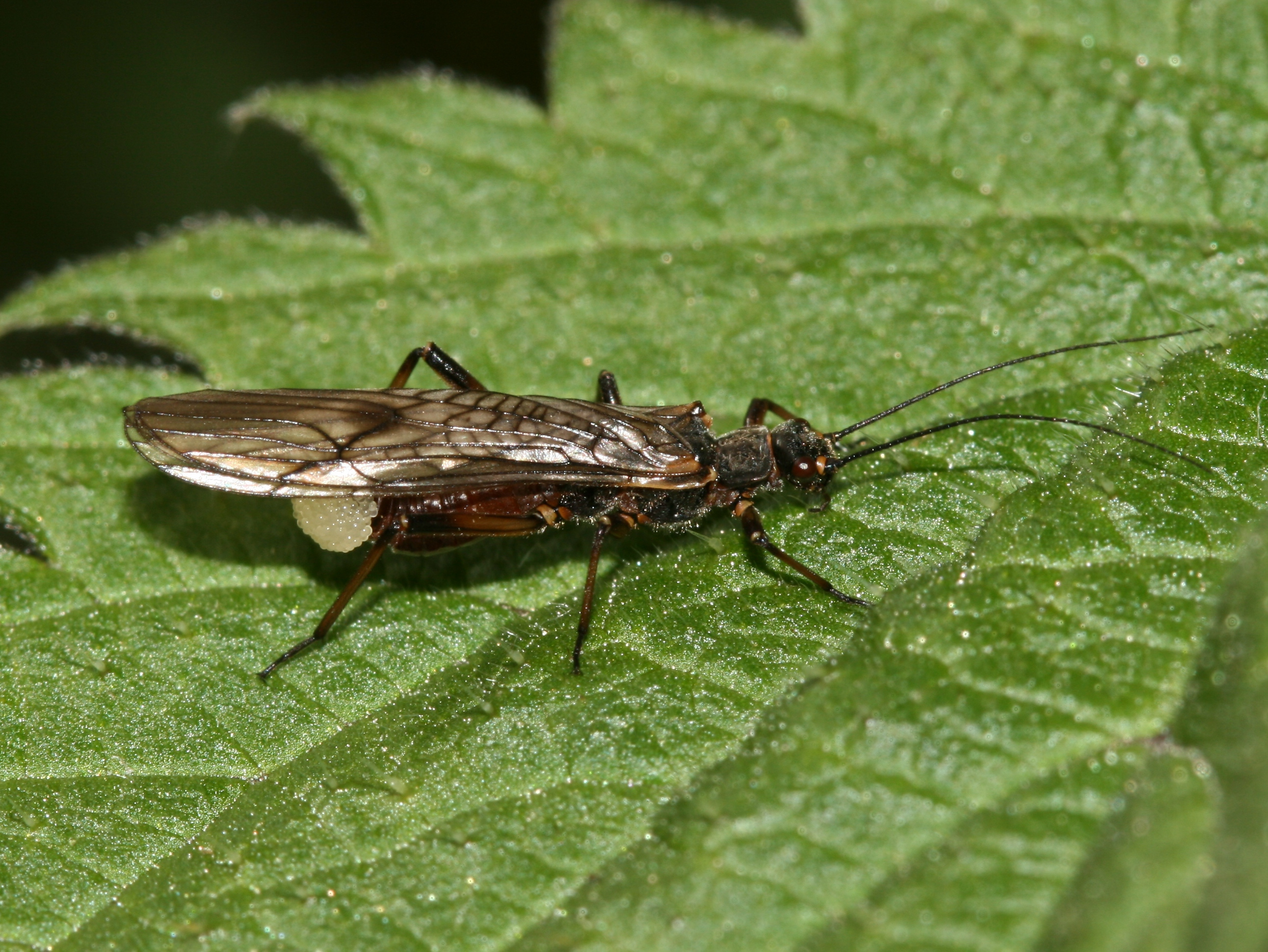
Een vrouwtje van een onbekende soort, met eitjes aan het achterlijf.

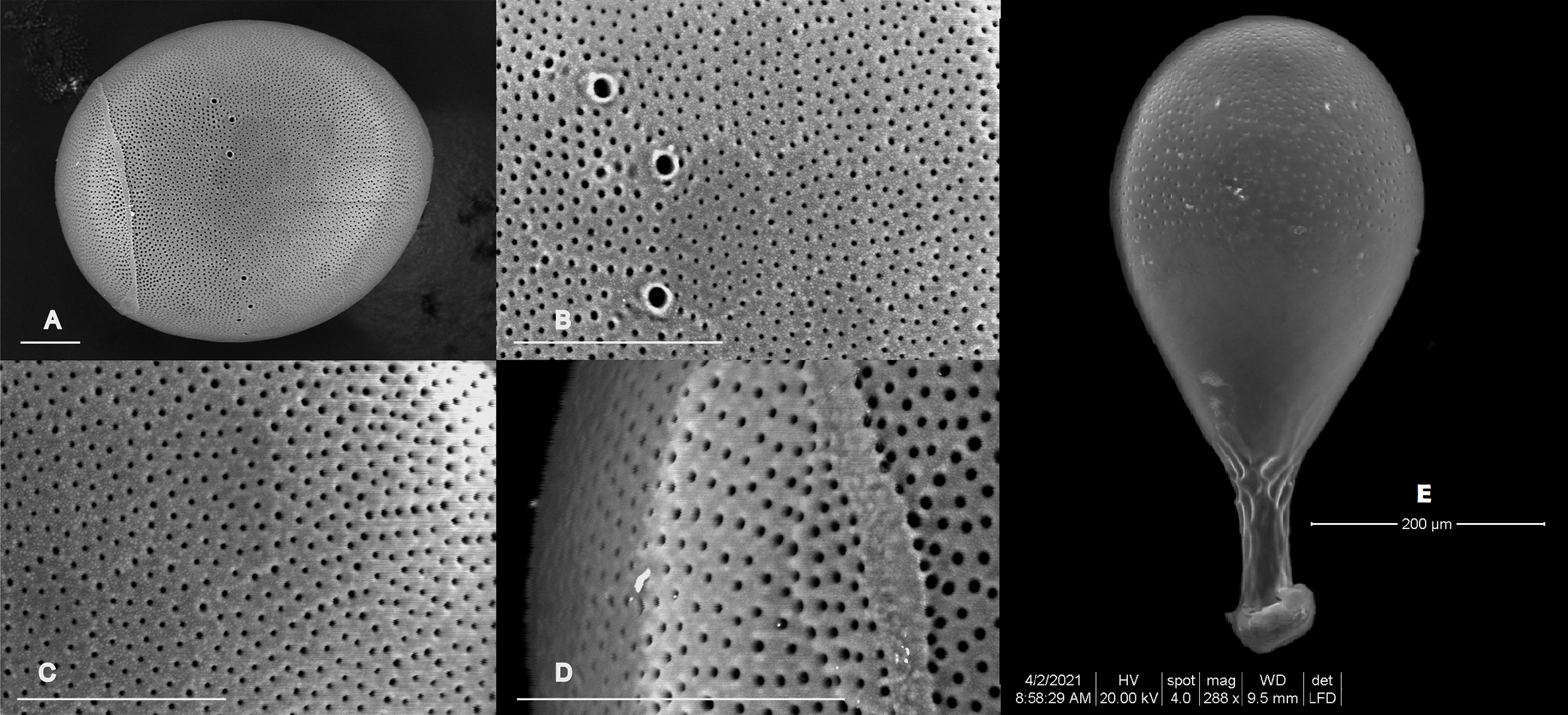
Een ei van Neoperla mindoroensis. Op foto B zijn de micropylen te zien. Foto E toon een ei van de soort Chinoperla gorohovi met een anker-achtige structuur.

De mannetjes en vrouwtjes zoeken elkaar meestal in de lente op waarna de paring plaatsvindt. Veel soorten zoeken een partner in de buurt van het water waarin ze zelf zijn opgegroeid. Bij de soorten die tot de Arctoperlaria behoren lokt een mannetje een vrouwtje door de ondergrond te laten trillen. Ze doen dit door met delen van het achterlijf op de bodem te kloppen of te wrijven. Een geïnteresseerd vrouwtje zal dan terugkloppen. De trillingen zijn soortspecifiek en lokken alleen vrouwtjes van dezelfde soort.

### Paring
Tijdens de paring kruipt het mannetje op het vrouwtje waarbij de achterlijfspunten contact maken en de zaadcellen worden overgedragen. Mannetjes proberen met meerdere vrouwtjes te paren, een vrouwtje paart slechts een enkele keer. Ze ontwikkelt een vrij groot aantal eieren, tot enkele duizenden in totaal. Vrouwtjes van een aantal soorten zetten de eieren een voor een af in het water. Andere soorten zetten grote eipaketten af van honderd tot vierhonderd stuks. Dit kan oplopen tot duizend eieren per pakket.

### Ei
De eieren worden door de vrouwtjes in het water gedeponeerd en zinken naar de bodem, vaak komen ze in waterplanten terecht. Vaak zijn de eieren enige tijd voor het afzetten te zien als een klompje aan de achterzijde van het achterlijf. Een dergelijke eierklomp valt uit elkaar zodra die het water raakt. De eieren zijn soms omgeven met een kleverige laag zodat ze hechten aan stenen en waterplanten. Zo wordt voorkomen dat ze met de stroom worden meegevoerd. Sommige steenvliegen produceren eieren die voorzien zijn van een anker-achtige structuur die een kleefstof bevat aan de onderzijde. Bij een aantal soorten begeven de vrouwtjes zich onder water om de eieren op een geschikte plaats af te zetten.
Afhankelijk van de soort en de leefomstandigheden, zoals de omgevingstemperatuur, komen de eieren na enkele weken tot maanden uit. Steenvliegen die in de winter leven blijven soms drie tot zes maanden in het ei voor ze uitkomen. Als de omstandigheden ongunstig zijn kan het ei maanden- tot ruim een jaar in een rusttoestand blijven, die de diapauze wordt genoemd. Dit gebeurt met name als de temperaturen hoger worden en de habitat mogelijk uitdroogt. Van de soort Dinotoperla bassae is bekend dat een diapauze van 1,5 jaar kan worden volbracht.
Alleen van de soort Capnia lacustra is bekend dat de vrouwtjes eierlevendbarend zijn, de nimfen komen levend ter wereld uit het vrouwtje. Dit gebeurt echter alleen in de winter, in de lente zetten ze wel eieren af.

### Latere ontwikkeling
Nimfen kennen een relatief lange ontwikkelingsduur van een tot vijf jaar, elk stadium wordt een instar genoemd. De ontwikkelingsduur verschilt vaak per familie. Soorten uit de families Notonemouridae en Gripopterygidae zijn univoltien en kennen een enkele generatie per jaar. Soorten uit de familie Eustheniidae, die in koudere bergstreken leven, kennen waarschijnlijk een meerjarige ontwikkeling. De nimfen vervellen vaak, gemiddeld tien of elf keer. Een aantal soorten is al na zes vervellingen ontwikkeld maar er zijn ook steenvliegen die pas na 24 tot 33 instars volwassen zijn wat uitzonderlijk veel is in vergelijking met andere insecten.
De nimfen leven in stromende tot snelstromende wateren waar ze zich ophouden tussen de onderwatervegetatie of onder stenen om te voorkomen dat ze wegspoelen. Ondanks hun specialisatie op snelstromend water zijn het bijzonder slechte zwemmers. Ze kunnen zich niet vrij door de waterkolom bewegen zoals de nimfen van bijvoorbeeld libellen en haften.
Als de nimf volledig is ontwikkeld vindt de laatste vervelling plaats waarna het dier volwassen is. De nimf kruipt dan op het land en vervelt voor de laatste maal. De pas uitgeslopen steenvlieg is de eerste tijd bijzonder kwetsbaar omdat de vleugels nog moeten uitharden. De imago's leven kort en worden niet ouder dan een week tot iets meer dan een maand.

## Verspreiding en habitat

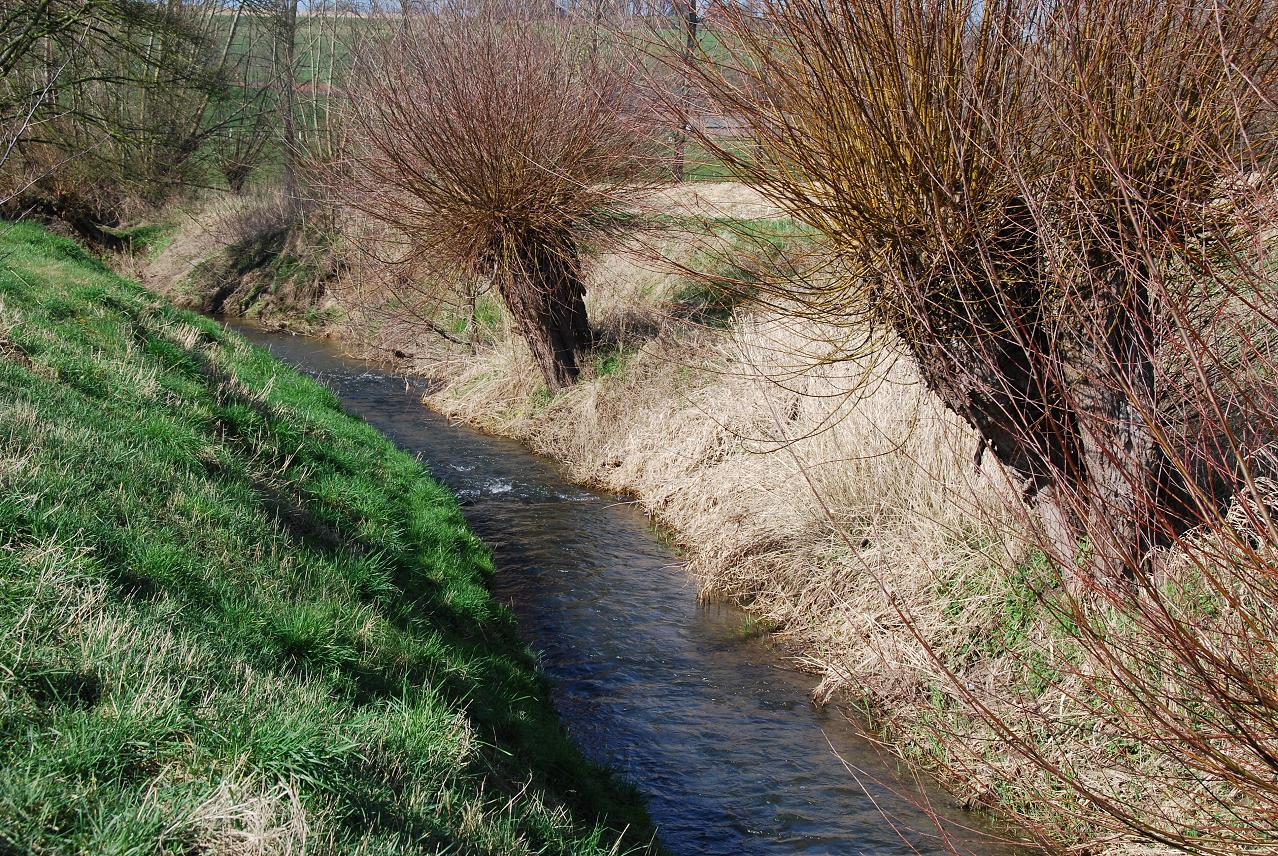
Steenvliegnimfen houden van stromend water, zoals de Selzerbeek in Nederlands Zuid-Limburg. Hier komt de zeer zeldzame soort Perlodes microcephalus voor.

Steenvliegen komen over de gehele wereld voor, behalve op Antarctica. Ze zijn te vinden op de meeste grotere eilanden, met als uitzondering de eilanden of eilandengroepen Nieuw-Caledonië, Cuba, Fiji en Hawaï.
De habitat bestaat bij de meeste soorten uit de omgeving van koude, heldere en snelstromende wateren zoals bergbeken, vrijwel altijd met een kiezelige, grindachtige of rotsige bodem. Sommige soorten kunnen zich handhaven op een zandbodem of een substraat van bladeren. De meeste soorten zijn dan ook bewoners van uitgesproken berggebieden. Zelfs als de watertemperatuur het vriespunt nadert blijven ze actief en kunnen ze zich ontwikkelen. Ook in bergmeren kunnen de nimfen worden aangetroffen. Deze hebben vaak een kiezelige ondergrond en een stevige golfslag. De nimfen leven gewoonlijk langs de oevers van het water en niet in de diepere delen. Een uitzondering vormt de soort Capnia lacustris, een volledig aquatische steenvlieg die tot op circa 100 meter diepte wordt gevonden. In Europa wordt Nemoura cinerea ook wel aangetroffen in stilstaande wateren. De steenvlieg is ook minder gevoelig voor watervervuiling en door deze hogere toleranties is het een van de algemeenste steenvliegen van Europa.
De nimfen zijn vaak gebonden aan relatief zeer zuurstofrijk, koud water. Veel soorten komen alleen voor in stromend tot snelstromend water, dat meer zuurstof bevat dan stilstaand water. De temperatuur van het water speelt een belangrijke rol, als die verandert zal ook het zuurstofgehalte anders worden. De grotere rovende nimfen hebben een grotere zuurstofbehoefte dan de kleinere, van algen levende soorten. De temperatuur speelt ook een rol bij de groei van de nimfen en de rijping van de eieren. Hoe hoger de watertemperatuur, hoe sneller deze stadia zich ontwikkelen. Hier is echter wel een maximum aan, als de temperatuur te hoog wordt sterven de nimfen.
Van een aantal soorten is bekend dat de nimfen in tijdelijke wateren kunnen overleven als het water opdroogt. Ze verschuilen zich dan en stoppen met eten en groeien. Als de omstandigheden weer beter worden komen ze tevoorschijn en ontwikkelen zich verder. Enkele soorten zijn bekend uit de hyporheische zone; het overgangsgebied tussen het oppervlaktewater en het grondwater van een waterstroom. Van de soorten uit de geslachten Cosmioperla, Notonemoura en Riekoperla uit Australië is bekend dat ze als nimf op het land leven. Dergelijke soorten komen echter alleen voor in vochtige omstandigheden. Ook de nimfen van soorten uit het geslacht Vesicaperla kunnen zich op het land ontwikkelen. De volwassen exemplaren van de soort Capnia lacustra brengen net als de nimfen hun gehele leven onder water door maar zij zijn voor zover bekend de enige steenvliegensoort die een dergelijke levenswijze vertoont.
De soort Perla marginata is een van de grotere steenvliegen en komt voor in Centraal-Europa en delen van zuidelijk Europa.
| Continent       | Soorten | Continent     | Soorten |
| --------------- | ------- | ------------- | ------- |
| Noord-Amerika   | 765     | Zuid-Amerika  | 528     |
| Europa          | 489     | Afrika        | 80      |
| Noordelijk Azië | 1179    | Tropisch Azië | 498     |
| Australië       | 307     | Antarctica    | 0       |

Steenvliegen hebben een hoge tolerantie voor lage temperaturen en komen daarom vaak voor in bergstreken waar het voor veel andere insecten veel te koud is. Gebieden met permafrost en streken waar permanent ijs ligt zoals gletsjers en bergtoppen worden echter vermeden. Ook in streken waar water schaars is, zoals woestijnen, komen geen soorten voor. Steenvliegen komen voor in de nabijheid van de wateren waarin de nimfen opgroeien. De nimfen leven in de regel in het water en de volwassen dieren zijn op het land te vinden. Ondanks de grote vleugels zijn steenvliegen namelijk bijzonder slechte vliegers. Ze vliegen weinig doelgericht en de vlucht is nogal ongecoördineerd waardoor een vliegtocht wat stuntelig overkomt. Steenvliegen vliegen alleen als het wat warmer is zoals bij zonnig weer en leggen relatief korte afstanden af. De volwassen insecten kunnen in grote aantallen voorkomen maar omdat ze zich in planten ophouden zijn ze lastig te ontdekken. Ze zijn het best te vinden door de planten te schudden of ze te vangen met een vlindernet. De imago's komen 's nachts af op kunstlicht. Veel soorten komen tijdens de schemering tezamen in grote zwermen nabij het water.

### Nederland en België

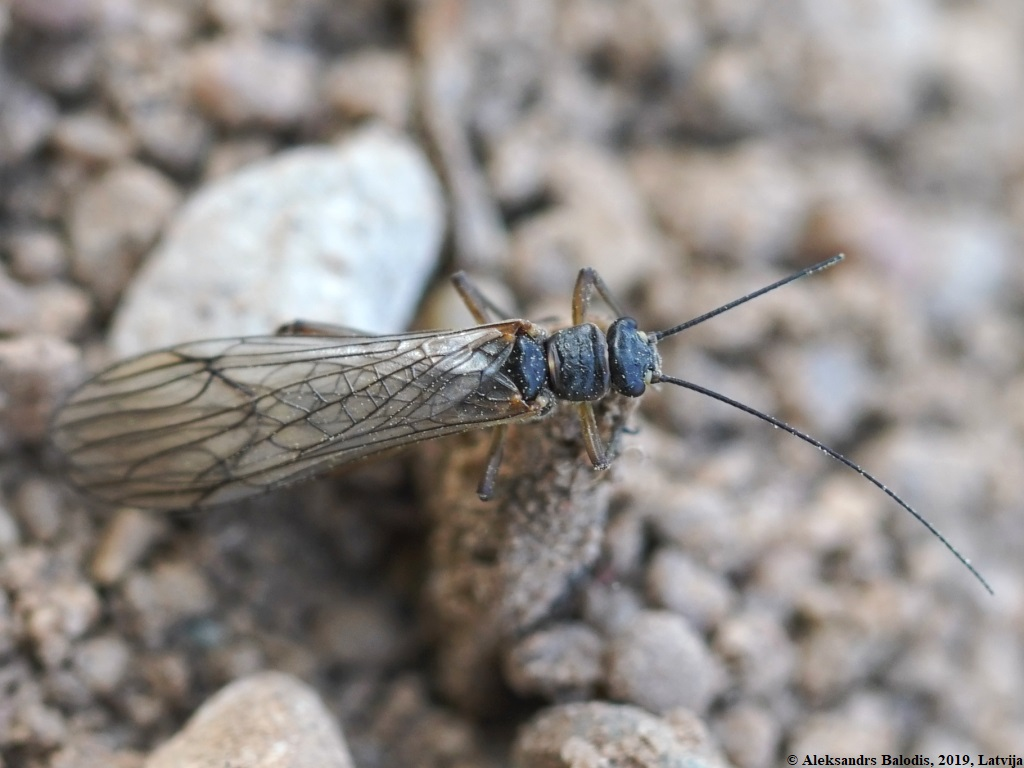
Nemoura cinerea is de enige algemene steenvlieg in Nederland.

In Midden-Europa komen ongeveer 130 soorten steenvliegen voor. Van de 28 soorten die twee eeuwen geleden in Nederland werden aangetroffen zijn er zeventien verdwenen.
In Nederland kwamen in het begin van de twintigste eeuw 20 soorten voor. Hiervan wordt alleen de soort Nemoura cinerea beschouwd als veilig. Één soort heeft de rode lijst-status gevoelig, zeven soorten zijn kwetsbaar, één soort is bedreigd, en één soort is 'ernstig bedreigd'. Vroeger kwamen er bijvoorbeeld drie soorten naaldsteenvliegen voor, maar twee hiervan zijn sinds 1955 niet meer waargenomen. Leuctra nigra komt alleen voor in geïsoleerde delen van Limburg en Gelderland en staat bekend als ernstig bedreigd. Deze zijn ook te vinden op de Nederlandse Rode Lijst van steenvliegen uit 2004. Soms wordt er een soort in Nederland aangetroffen die nog niet eerder voorkwam. Zo is bijvoorbeeld de negendoornige wintersteenvlieg (Taeniopteryx schoenemundi) pas sinds 2010 uit de rivier de Roer bekend.
De meeste steenvliegen leven tegenwoordig in beschermde natuurgebieden zoals de sprengen op de Veluwe en bronbeken in Limburg. Perlodes microcephalus kwam vroeger algemeen voor in de rivier de Geul maar verdween hier begin jaren tachtig. Eind jaren negentig werden nimfen aangetroffen in de Roer in de omgeving van Vlodrop. Veel soorten in Nederland zijn zeldzaam tot zeer zeldzaam, zoals Nemoura dubitans, die alleen in ondiepe kwelstroompjes voorkomt. Nemoura cinerea daarentegen is juist zeer algemeen en is een van de bekendste soorten. In Nationaal Park De Meinweg komt ongeveer de helft van de Nederlandse soorten voor.
In België zijn in totaal 52 soorten steenvliegen gevonden, waarvan er veertien al sinds enkele decennia niet meer zijn waargenomen en vermoedelijk zijn uitgestorven. Mogelijk zijn enkele van deze soorten over het hoofd gezien tijdens inventarisaties en komen wellicht nog voor. De soort Perlodes dispar is echter sinds 1889 niet meer gevonden in Vlaanderen en is waarschijnlijk definitief uitgestorven. In België is er geen rode lijst van de steenvliegen opgesteld.

## Steenvliegen en de mens

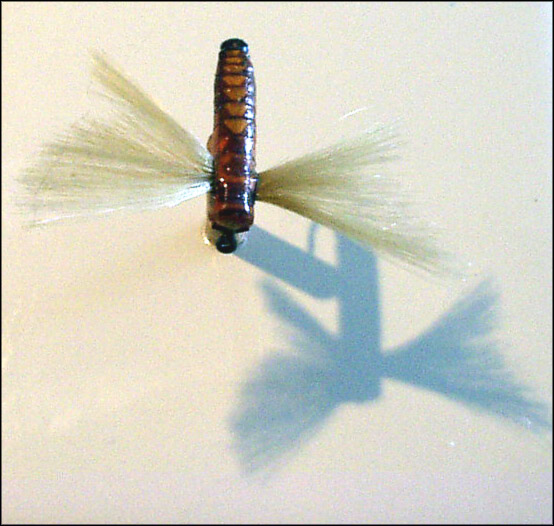
Steenvliegen worden door vliegvissers geïmiteerd als lokmiddel.

Steenvliegen spelen verschillende rollen in het leven van de mens. Ze dienen als voedseldieren die onderaan het ecosysteem staan zodat ze een belangrijke rol spelen als stapelvoedsel voor veel andere dieren. Veel vissen en amfibieën leven van steenvliegen of de nimfen daarvan. Ecologisch spelen veel soorten, met name de nimfen, een belangrijke rol omdat ze dood materiaal omzetten in levend weefsel en zo energie, mineralen en proteïnen terugvoeren in de natuur. Steenvliegen worden ook gebruikt als aas in de hengelsport, met name artificieel aas is hierbij populair.

### Indicatorsoort
Voor biologen en waterbeheerders zijn ze een zeer belangrijke indicatorsoort voor de waterkwaliteit. Ook haften en schietmotten staan bekend als indicatoren maar de steenvliegen zijn van deze groepen het gevoeligst voor watervervuiling. De nimfen kunnen bijzonder slecht tegen opwarming of verzilting van het water en ze zijn ook erg gevoelig voor vervuiling met organische stoffen of een daling van het zuurstofgehalte in het milieu. Als steenvliegen plotseling verdwijnen in een bepaald gebied kan dat een signaal zijn dat de waterkwaliteit is achteruitgegaan.
De regering van Mongolië bijvoorbeeld heeft entomologen ingezet om de populaties van steenvliegen in kaart te brengen, althans de aanwezigheid van nimfen in de rivieren. Omdat het land sterk industrialiseert is de regering bang voor vervuiling van oppervlaktewateren en hoopt, door de conditie van de steenvliegennimfen te monitoren, een beeld te krijgen van de vervuilingsgraad van het water. Door gebruik te maken van indicatorsoorten als onderdeel van het watermanagement wordt voorkomen dat dure laboratoriumtesten moeten worden uitgevoerd.

### Entomofagie
In verschillende delen van de wereld worden steenvliegen gezien als voedsel, met name de volwassen dieren worden gegeten (entomofagie). Van het inheemse volkeren Wintu, Modoc en Achomawi uit de omgeving van het huidige Californië is bekend dat de volwassen dieren werden gevangen, ontdaan van hun vleugels en vervolgens werden gekookt voordat ze werden geconsumeerd. Ze vormen echter geen belangrijke voedselbron zoals andere groepen van insecten, bijvoorbeeld termieten en sprinkhanen, omdat ze meestal niet in grote aantallen voorkomen. Omdat steenvliegen lastig in gevangenschap zijn voort te brengen zijn ze niet interessant voor grootschalige commerciële kweek.

### Vliegvisserij
Liefhebbers van het vliegvissen hebben het maken van op steenvliegen gebaseerd aas tot een ware kunst verheven. Steenvliegen, althans de nagemaakte versies ervan, zijn populair bij vissers en met name vliegvissers. Omdat steenvliegen vaak de grootste insecten zijn in snelstromende wateren en daardoor veel voedingswaarde hebben oefenen ze een grote aantrekkingskracht uit op vissen zoals forellen en baarzen. Niet alleen de volwassen insecten worden geïmiteerd, ook de nimfen kunnen worden nagemaakt om de vissen te laten toehappen.
Sommige steenvliegen hebben een Nederlandstalige naam die is afgeleid van het gebruik als vissersaas. Isoperla grammatica wordt daarom gele saartje genoemd, Protonemura meyeri staat bekend als vroege bruine en Taeniopteryx nebulosa heeft als officiële Nederlandse naam februarirood.

### Rolling Stones
Een familie van uitgestorven steenvliegen is vernoemd naar de Britse rockband The Rolling Stones. De wetenschappelijke naam van de familie Petroperlidae is afgeleid van de Latijnse woorden 'petra,' dat steen betekent en 'perla', dat verwijst naar het geslacht Perla. Bioloog Arnold H Staniczek is niet alleen fan van de band, steenvliegen zijn een van de oudste groepen van insecten net zoals de Stones een van de langst bestaande rockbands zijn. De fossiele steenvliegen werden gevonden in barnsteen dat stamt uit het Cenomanien. De soorten werden beschreven door Pavel Sroka, Arnold H. Staniczek en Boris C. Kondratieff in 2018. De namen van de leden van de band zijn vereeuwigd in de soortaanduidingen;
| Naam                      | Vernoemd naar  | Naam                       | Vernoemd naar |
| ------------------------- | -------------- | -------------------------- | ------------- |
| Petroperla mickjaggeri    | Mick Jagger    | Electroneuria ronwoodi     | Ron Wood      |
| Lapisperla keithrichardsi | Keith Richards | Largusoperla charliewattsi | Charlie Watts |
| Largusoperla brianjonesi  | Brian Jones    | Largusoperla micktaylori   | Mick Taylor   |
| Largusoperla billwymani   | Bill Wyman     |                            |               |

## Bedreiging en bescherming
De nimfen van steenvliegen zijn zeer vatbaar voor watervervuiling of een daling van het zuurstofgehalte in het water. Ze zijn hierdoor gevoelig voor veranderingen van de waterkwaliteit en enkele soorten worden als gevolg hiervan gezien als kwetsbaar tot sterk bedreigd. In musea over de gehele wereld zijn meer dan 150.000 exemplaren opgeslagen en voorzien van locatiegegevens. Door te vergelijken met de huidige populaties hebben wetenschappers ontdekt dat het aantal steenvliegen in veel streken drastisch is afgenomen.
Steenvliegen zitten het grootste deel van de dag in de oevervegetatie en verplaatsen zich nooit ver van het water waar ze geboren zijn. Omdat steenvliegen slechte vliegers zijn en zich hierdoor langzaam verspreiden, kunnen de soorten zich moeilijk opnieuw introduceren als ze eenmaal verdwenen zijn.
Steenvliegen, en met name de nimfen, hebben te lijden onder bepaalde methoden van landschapsbeheersing zoals het maaien van bermen en het kappen van bomen langs de wateren waarin ze leven. Hierdoor verdwijnt de beschaduwing van het water waardoor de temperatuur behoorlijk op kan lopen. Dit kan voor de koudeminnende soorten funest zijn omdat de watertemperatuur te hoog wordt en de nimfen zich niet meer kunnen handhaven. De belangrijkste reden voor het achteruitgaan van steenvliegen is de verslechtering van de waterkwaliteit door watervervuiling, het verdwijnen van snelstromende wateren door kanalisatie, verdroging en het stijgen van de watertemperatuur.
Een voorbeeld zijn de steenvliegen rond de Amerikaanse rivier Rock River in de staat Illinois. Uit historische museumcollecties kwam naar voren dat er ooit 25 soorten voorkwamen in dit deel van de rivier maar uit veldwaarnemingen tussen 1990 en 2002 werden nog elf soorten ontdekt. Een van de soorten die vroeger zeer algemeen was, bleek veel zeldzamer te zijn en tien soorten werden nog wel aangetroffen in de staat Illinois maar werden niet meer gevonden in de Rock River. Vier soorten die vroeger voorkwamen bleken niet alleen uit de rivier, maar uit de gehele staat te zijn verdwenen. De steenvlieg Alloperla roberti werd in 1860 waargenomen in de rivier maar dit was tevens het laatste exemplaar dat ooit werd gezien; de soort wordt beschouwd als uitgestorven.
Ook andere Noord-Amerikaanse soorten worden beschouwd als uitgestorven, zoals Isoperla jewetti die in 1939 werd verzameld en in 1976 werd beschreven op basis van museumcollecties. Deze steenvlieg kwam onder andere voor in de staat Texas in een gebied dat tegenwoordig volledig is veranderd ten behoeve van de landbouw. Deze soort is sinds 1980 niet meer waargenomen.
De steenvlieg Riekoperla darlingtoni staat bekend als ernstig bedreigd vanwege het zeer kleine verspreidingsgebied. De oppervlakte van het areaal wordt geschat op twee tot vier vierkante kilometer en de soort is slechts van een enkele locatie bekend; Mount Donna Buang in de Australische staat Victoria. Dit maakt de steenvlieg kwetsbaar voor klimaatverandering, droogte, bosbranden en menselijke activiteiten zoals de aanleg van wegen. In 2005 werden er nog ongeveer 5000 nimfen aangetroffen maar in 2011 en 2012 werd het aantal exemplaren in het wild geschat op ongeveer 500.
Het verdwijnen van steenvliegnimfen in rivieren heeft als gevolg dat grof, rottend materiaal zoals dood hout minder efficiënt of helemaal niet meer wordt omgezet in kleinere organische deeltjes. Dit kan een negatief effect hebben op andere waterorganismen, zowel gewervelde als ongewervelde dieren, die stroomafwaarts in de rivier leven.
De bescherming van steenvliegen komt soms uit onverwachte hoek. Amerikaanse vliegvissers die pleiten voor het beschermen van viswateren teneinde de populaties van de forel in stand te houden, maken niet zelden gebruik van politieke middelen om ook de steenvliegenpopulaties te beschermen.